# ビルマの戦い
ビルマの戦い（ビルマのたたかい、Burma Campaign）は、太平洋戦争における東南アジアでの戦いの一つで、イギリス領ビルマやイギリス領インドをめぐる戦闘である。この戦いでは枢軸国と連合国の軍隊のほか、当時植民地であったビルマ、インドなどの独立運動も大きくかかわっている。そのためイギリスからの独立を目指すビルマ国民軍やインド国民軍は日本軍やタイ王国軍を中心とする枢軸軍に味方し、日本による統治を良しとしないビルマの抗日運動はイギリス軍や中国軍、アメリカ軍を中心とする連合軍に味方した。またインドではイギリスの植民地軍である英印軍としてイギリス側で参戦した兵士たちも多かった。戦いは1941年の開戦直後から始まり、1945年の終戦直前まで続いた。
地名の表記については「地名の表記について」を参照。

## 概要
ビルマは19世紀以来イギリスが植民地支配していた。1941年の太平洋戦争開戦後間もなく、日本軍は援蔣ルートの遮断などを目的としてビルマへ進攻し、勢いに乗じて全土を制圧した。連合国軍は一旦退却したが、1943年末以降、イギリスはアジアにおける植民地の確保を、アメリカと中国は援蔣ルートの回復を主な目的として本格的反攻に転じた。日本軍はインパール作戦を実施してその機先を制しようと試みたが、作戦は惨憺たる失敗に終わった。連合軍は1945年の終戦までにビルマのほぼ全土を奪回した。
日本人の戦没者は18万名に達した。勝利したイギリスとアメリカはそれぞれの目的を達成したが、最終的にはイギリスはアジアから撤退し、アメリカも中国における足場を失った。ビルマは1948年に独立を達成した。

## 地理

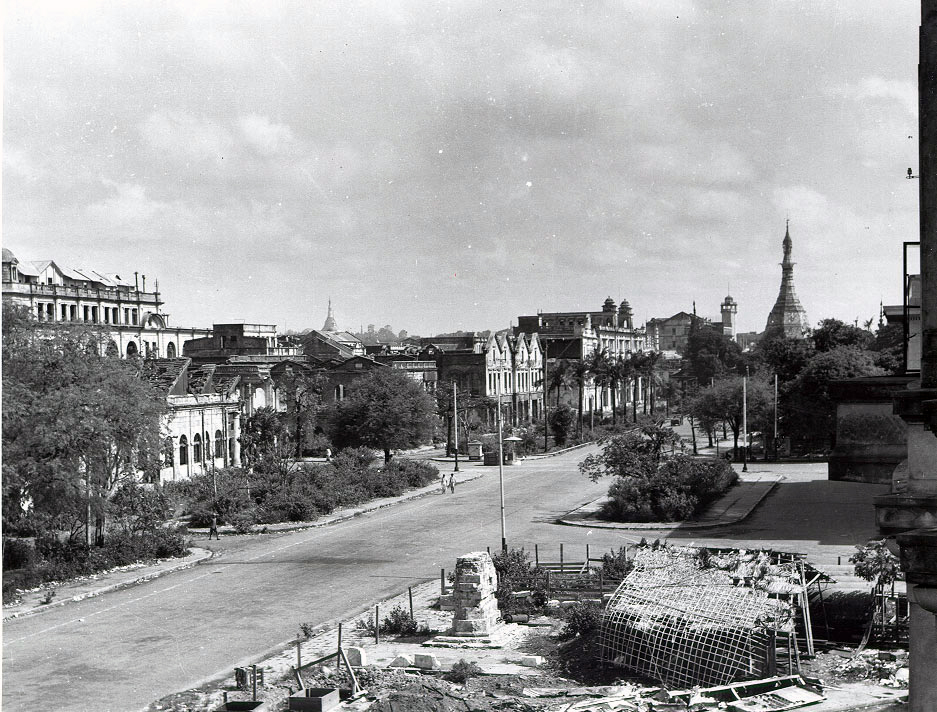
第二次世界大戦当時のラングーン（現在のヤンゴン）の風景

ビルマ（現在のミャンマー、漢字表記では「緬甸」）は、インド、バングラデシュ、中国、タイ、ラオスと国境を接している。南北の最長距離は約2,000キロ、東西の最長距離は約1,000キロ、国土面積は68万平方キロである。南側はベンガル湾に面し、東部、北部および西部国境はいずれも峻険な山脈によって囲まれている。中央部は平原地帯であり、大河イラワジ川（現在のエーヤワディー川）が流れている。支流チンドウィン川を含むイラワジ川、シッタウン川（現在のシッタン川）、タンルウィン川（現在のサルウィン川）がビルマの三大河川をなしている。
気候は熱帯モンスーン気候である。5月中旬から10月までは雨季である。雨が一日中降り続くことはあまりないが、断続的な激しい降雨にみまわれる。特にアッサム州からアラカン山脈に至る地方は年間降雨量5,000ミリに達する世界一の多雨地帯である。雨季には河川は増水し、山道は膝まで屈する泥濘となる。10月末から5月までは乾季である。ほとんど降雨はなく、乾燥して草木は枯れる。シャン高原では最低気温が氷点下になることもある。雨季入り直前の4月下旬から5月上旬には酷暑となり、平地では摂氏40度を越す日も少なくない。乾季には地面が固まって車両の通行は容易となり、機械化の進んだ連合軍にとっては有利な戦場となるが、歩兵にとっては塹壕を掘ることもままならなくなる。
1941年当時の人口は1600万人、内訳はビルマ族が1100万人、カレン族が150万人、シャン族が130万人、移住したインド人が200万人だった。首都ラングーン（現在のヤンゴン）は人口50万の近代都市だった。国民の多くは敬虔な仏教徒だった。僧侶は町の指導者を兼ね、多くの町ではパゴダ（仏塔）がランドマークとなっていた。寺院付属の学校は当時は全土で2万と言われ、識字率も高かった。
ビルマの気候は稲作に適している。当時は農業の機械化は遅れていたが、コメの年産は700万トンに達し、当時からコメの輸出国だった。日本軍は、フーコン河谷などの人口希薄な山間部を除けば、食糧調達を円滑に行うことができ、この点では日本兵が飢餓に苦しめられたニューギニアやガダルカナルとは異なっていた。ただし戦争末期には、日本兵による食糧調達が半ば略奪の形となったことが、数多くの従軍記・回想録に書かれている。地下資源は、イナンジョンに当時イギリス領最大の油田があり、石油輸出も行われていた。モチ（タングステン）、ボードウィン（鉛）、バロック（雲母）、タヴォイ（タングステン）などの鉱山もあった。
ビルマに接する中国雲南省西部地方は、南北に縦走する標高3,000メートル以上の山脈が連なり、その間を深さ1,000メートルもの峡谷を形成する怒江（サルウィン川上流部の別名）、瀾滄江（メコン川上流部の別名）などの急流が流れている。熱帯高原性の穏やかな気候で、稲作も当時から盛んだった。

## 背景

### イギリスのビルマ統治と独立運動
ビルマは1824年に始まった英緬戦争の結果、1886年にイギリス領インド帝国の一州に編入された。1935年ビルマ統治法が制定され、1937年その発効により、ビルマはインドから分離し、進歩穏健派のバー・モウを首班とする内閣と議会が設置された。しかしイギリス人総督の拒否権はほとんど統治全般に及び、自治権は完全には程遠く、ビルマは植民地と自治領との中間的状態に留め置かれた。議会における自治権拡大運動は、イギリスの行った小党分立政策のため勢力を持つには至らなかった。
ビルマ独立運動は1930年代に活発化した。運動の前衛は1930年に結成された「タキン党」だった。タキン党にはラングーン大学の学生が数多く参加しており、学生運動のリーダーとして活躍したのがタキン・オンサン（アウン・サン）やウ・ヌーらである。第二次世界大戦が勃発すると、タキン党はバー・モウの「シンエタ党」（貧民党）などと共に「自由ブロック」を結成した。
ビルマ民族主義者の中には議会を通じた穏健な運動を目指す者もいたものの、タキン党は対英非協力と武装蜂起を掲げ、インド国民会議派、中国国民党、中国共産党、日本など、いずれの外国勢力からの援助でも受け入れる考えを持っていた。1940年に入ると、イギリスは自由ブロックに対して弾圧を加えた。バー・モウら首脳陣が相次いで投獄される中、オンサンは同志ラミヤンとともに、外国勢力からの援助を求めるために苦力に変装して密出国した。

### ビルマルートとアメリカの中国政策

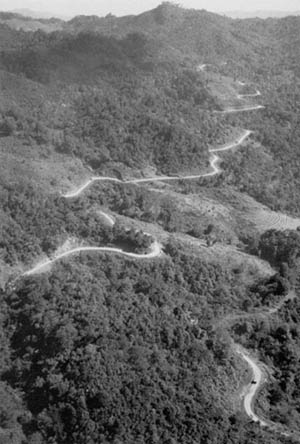
ビルマルートの空撮画像

日本と中国とは1937年に勃発した日中戦争の最中にあった。日本軍は沿岸部の主要都市を占領したが、中国の蔣介石政府は重慶へと後退し頑強に抗戦を続けていた。日中両国とも国際社会に対しては「これは戦争ではない」との立場をとったため、アメリカ政府は交戦国への軍需物資の輸出を禁止する「中立法」を発動しなかった。軍需物資の多くを輸入に頼っていた日本はこれにより恩恵を受けていたが、中国へのアメリカやイギリスからの援助も妨げることはできなかった。
蔣介石政府への軍需物資の輸送ルート（援蔣ルート）には以下があった。日本の参謀本部では1939年頃の各ルートの月間輸送量を次のように推定していた。
1. 香港ほか中国沿岸からのルート（香港ルート）：6,000トン
2. ソ連から新疆を経るルート（西北ルート）：500トン
3. フランス領インドシナのハノイからのルート（仏印ルート）：15,000トン
4. ビルマのラングーンからのルート（ビルマルート）：10,000トン

ビルマルートとは、ラングーンの港からマンダレー経由でラシオ（現在のラーショー）までの鉄道路「ビルマ鉄道(en)」と、ラシオから山岳地帯を越えて雲南省昆明に至る自動車道路「ビルマ公路」とを接続した、全長2,300キロの軍需物資の輸送ルートの呼称である。蔣介石政府はトラックがどうにか通れるだけの山越えの道路を1938年7月に完成させていた。
1940年6月、ドイツ軍のパリ占領を機に、日本政府はイギリス政府に対して申し入れを行い、ビルマおよび香港を経由する蔣介石政府への物資輸送を閉鎖させた。さらに日本は9月の北部仏印進駐により仏印ルートをも遮断した。しかしビルマルートの閉鎖はアメリカの反発により3か月間にとどまった。再開されたビルマルートを遮断するため、日本軍航空部隊は雲南省内の怒江（サルウィン川の中国名）にかかる「恵通橋」と瀾滄江（メコン川上流部の中国名）にかかる「功果橋(現在、中国が建設した Gongguoqiao Dam がある)」を爆撃したが、橋を破壊するまでには至らなかった。
アメリカとしては、ヨーロッパでの戦局を有利に導くためには、蔣介石政府の戦争からの脱落を防ぎ、100万の日本軍支那派遣軍を中国大陸に釘付けにさせ、日本軍が太平洋やインドで大規模な攻勢を行えないような状況を作ることが必要だった。蔣介石政府への軍事援助は、1941年3月以降は「レンドリース法」に基づいて行われるようになった。さらにアメリカは、志願兵という形を取って、クレア・リー・シェンノートが指揮する航空部隊「フライング・タイガース」をビルマへ進出させた。

### 南機関
1940年3月、日本の大本営陸軍部は、参謀本部付元船舶課長の鈴木敬司大佐に対し、ビルマルート遮断の方策について研究するよう内示を与えた。鈴木はビルマについて調べていくうちにタキン党を中核とする独立運動に着目した。運動が武装蜂起に発展するような事態となれば、ビルマルート遮断もおのずから達成できるであろう。
鈴木は「南益世」の偽名を使ってラングーンに入り、タキン党員と接触した。そこで鈴木はオンサンたちがアモイに潜伏していることを知り、彼らを日本に招くことを決意する。オンサンたちはアモイの日本軍特務機関員によって発見され日本に到着した。これを契機に陸海軍は協力して対ビルマ工作を推進することを決定し、1941年2月1日、鈴木を機関長とする大本営直属の特務機関「南機関」が発足した。
南機関は、ビルマ独立運動家の青年30名を国外へ脱出させ、軍事訓練を施し、ビルマへ再潜入させて1941年の夏頃に武装蜂起させるという計画を立てていた。1941年2月から6月までの間に、脱出したビルマ青年は予定の30名に達し、ビルマ青年たちは海南島で軍事訓練を受けた。しかし1941年の夏には、ドイツ軍のソ連進攻や、日本の南部仏印進駐とこれに対するアメリカの対日石油禁輸など、国際情勢の緊迫の度は深まっていった。このような情勢下、ビルマでの武装蜂起の計画にも軍中央から待ったがかけられた。

### 日本軍の南方作戦計画
1941年夏以降、アメリカやイギリスとの関係悪化を受け、日本軍は南方作戦を具体化していった。11月6日、大本営は南方軍、第14軍、第15軍、第16軍、第25軍の戦闘序列を発し、各軍および支那派遣軍に対し南方作戦の作戦準備を下令した。南方軍総司令官には寺内寿一大将、第15軍司令官には飯田祥二郎中将が親補された。以降陸海軍は、12月8日を開戦予定日として対米英蘭戦争の準備を本格化した。
それまで大本営はビルマへの進攻は考えておらず、南機関の活動は南方作戦計画とは無関係に進められていた。ビルマ作戦の詳細や兵力は開戦時においてすら固まっていなかった。計画では、連合軍の反攻に備える防衛線として、西はおおむねビルマを確保するとされていたが、占領地域を南部ビルマにとどめるのか、あるいはビルマ全土に手を広げるのかは未定だった。日本軍が使用できる兵力も限られており、第15軍を編成した当初の目的は、マレー作戦を実施する第25軍の背後を確保するためであって、ビルマ作戦を実施するためではなかった。ビルマ作戦に関する大本営の考え方は、緒戦の快進撃に応じて逐次具体化されていったのである。

## 日本軍の侵攻（1941-1942年）

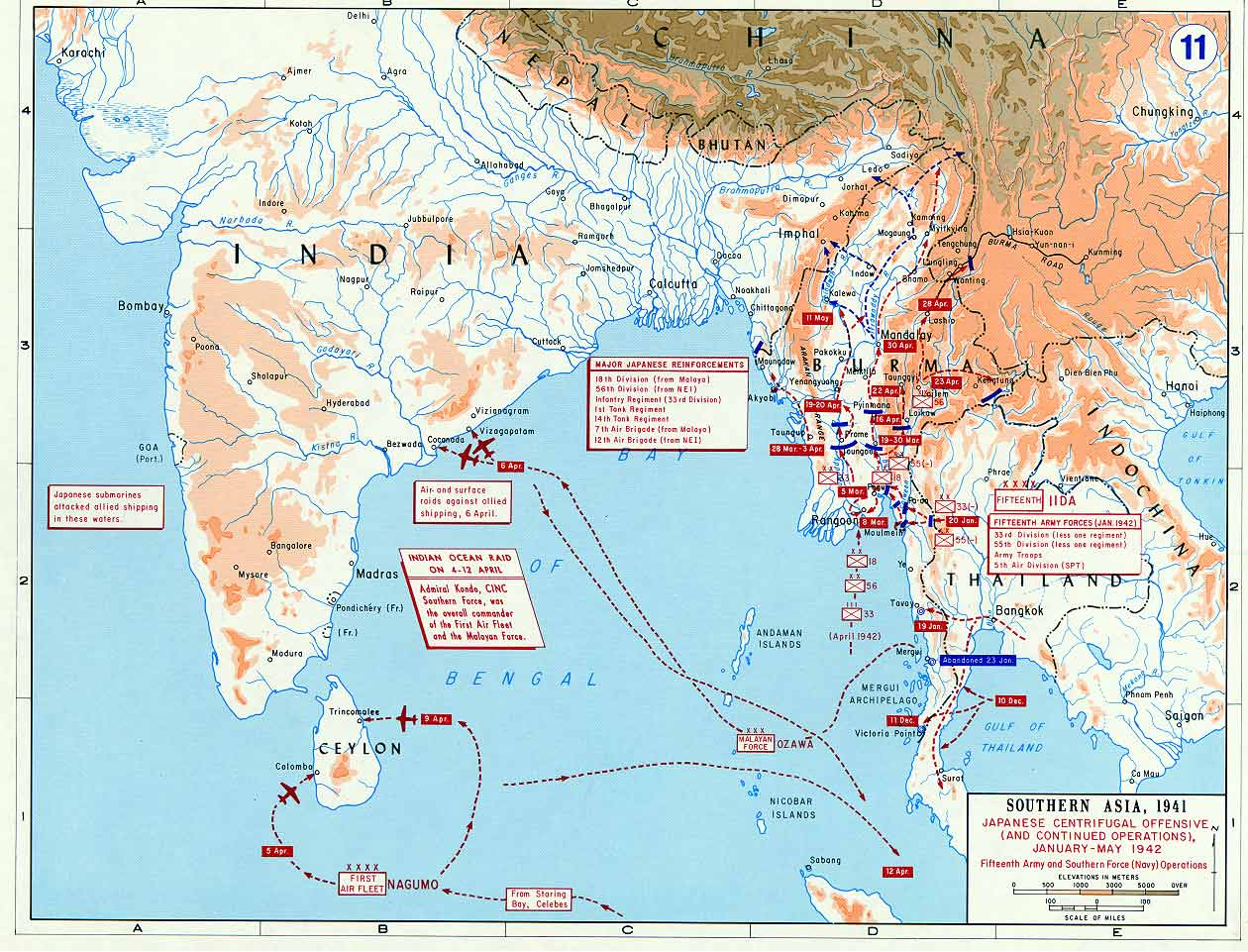
日本軍のビルマ進攻作戦

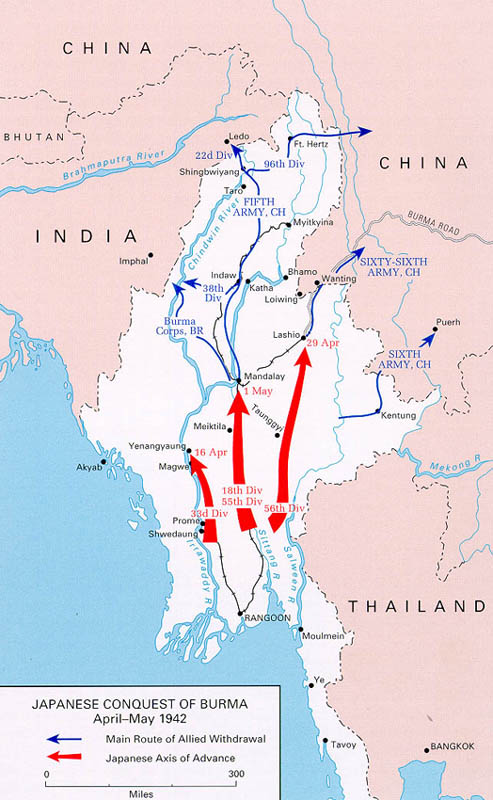
日本軍のビルマ中北部進攻と連合軍の退却経路

太平洋戦争開戦後間もなく、日本軍はビルマ独立義勇軍の協力のもとイギリス軍を急襲し、首都ラングーンを早期に陥落させた。ビルマ中北部では連合国軍に蔣介石が送った遠征軍も加わり、激戦となったが、日本軍はビルマ全域を制圧した。連合軍は多くの犠牲者と捕虜を残して退却した。

### 日本軍のビルマ進攻作戦

#### ラングーン陥落
1941年12月8日、日本はアメリカ、イギリスへ宣戦布告し太平洋戦争が開始された。開戦と同時に、第33師団および第55師団を基幹とする日本軍第15軍はタイへ進駐し、ビルマ進攻作戦に着手した。まず宇野支隊（歩兵第143連隊の一部）がビルマ領最南端のビクトリアポイント（現在のコートーン）を12月15日に占領した。南機関も第15軍指揮下に移り、バンコクでタイ在住のビルマ人の募兵を開始した。12月28日、「ビルマ独立義勇軍」（Burma Independence Army, BIA）が宣誓式を行い、誕生を宣言した。
タイ・ビルマ国境は十分な道路もない険しい山脈だったが、第15軍はあえて山脈を越える作戦を取った。沖支隊（歩兵第112連隊の一部）は1942年1月4日に国境を越えてタボイ（現在のダウェイ）へ向かい、第15軍主力は1月20日に国境を越えてモールメン（現在のモーラミャイン）へ向かった。BIAも日本軍に同行し、道案内や宣撫工作に協力した。日本軍は山越えのため十分な補給物資を持っていなかったが、BIAとビルマ国民の協力により、給養には不自由せずに行動できた。さらにビルマの青年たちは次々とBIAへ身を投じた。
モールメンを含むテナセリウム（現在のタニンダーリ管区）を守るイギリス軍は英印軍第17インド師団だった。しかしこの部隊は準備不足で、日本軍の急襲を受けて退却に移り、2月22日、アーチボルド・ウェーヴェルは逃げ遅れた友軍を置き去りにしたままシッタン川の橋梁を爆破した。日本軍はサルウィン川とシッタン川を渡って進撃し、3月8日首都ラングーンを占領した。ウェーヴェルは責任を問われて解任された。

#### 連合軍総退却

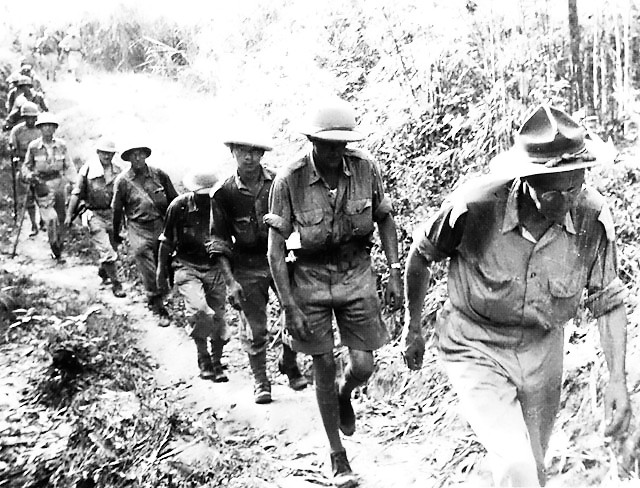
ビルマから脱出するスティルウェル

アメリカ政府はジョセフ・スティルウェル陸軍中将を中国へ派遣した。スティルウェルは中国で駐在武官として勤務した経験が長く、事情に通じ中国語も堪能だった。蔣介石はビルマルート確保のために遠征軍を送ったが、アメリカ政府は遠征軍をスティルウェルの統一指揮下に置くよう要求し、蔣介石も実質上の指揮権を留保しつつこれに同意した。中国軍はビルマ中北部に到着し、ウィリアム・スリム中将が指揮を引き継いだビルマ軍団、シェンノートの率いるフライング・タイガースとあわせて体勢を整えた。
日本軍では、シンガポール攻略が予想以上に順調に進展したことから兵力に余裕が生じていた。そこでビルマ全域の攻略を推進することとし、第18師団と第56師団をラングーンへ増援した。両軍の戦闘は各地で激戦となった。特に孫立人少将の率いる中国軍新編第38師は4月17日からの3日間、イナンジョンにおいて第33師団と激しく戦った。
だが4月29日に第56師団がラシオ（現在のラーショー）を占領して中国軍の退路を遮断し、5月1日に第18師団がマンダレーを占領すると、連合軍は次第に崩れ始めた。第56師団はビルマ・中国国境を越えて雲南省に入り、5月5日怒江の線まで到達した。中国軍は怒江にかかるビルマルートの命脈「恵通橋」を自ら爆破した。
連合軍は総退却に移った。中国軍の大部分は雲南へ、孫立人をはじめとする一部はスティルウェルと共にフーコン河谷を経てインドのアッサム州へ脱出した。スリムのイギリス軍とビルマ総督レジナルド・ドーマン＝スミスはチンドウィン川を渡りインパール方向へ退却した。5月中旬からビルマは雨季に入り、連合軍の退却は困難をきわめた。将兵は疲労と飢餓とに倒れ、多くの犠牲者と捕虜が残された。5月末までに日本軍はビルマ全域を制圧した。

### 日本軍のインド北東部進攻計画（二十一号作戦）
援蔣ルートは実はもうひとつ生き残っていた。アッサム州のチンスキヤ飛行場からヒマラヤ山脈を越えて昆明へ至る「ハンプ越え」（The Hump）と呼ばれる空輸ルートである。危険性が高く、輸送量は月量5,000トンが限度だったが、人と物資の往来は続けられ中国軍は戦力を蓄えていった。日本軍はハンプ越えを遮断すべく、雨季明け後の10月頃を目標に、第18師団と第33師団をもってインド北東部へ進攻する「二十一号作戦」を立案した。だが補給確保の困難を理由に第18師団長牟田口廉也中将も反対し、作戦は実施には至らなかった。

### 日本軍のカルカッタ爆撃
日本軍は撤退した連合軍に更なる打撃を与えるために、イギリス領インド帝国の要衝カルカッタ（現インド・コルカタ）への爆撃を12月から実施した。カルカッタへの爆撃は1944年の12月まで複数回行われた。

### 日本軍によるビルマ軍政
開戦時には日本軍はビルマの全面占領までは意図しておらず、第15軍は軍政部を持っていなかった。那須義雄大佐を長とする軍政部が設置されたのはラングーン占領後である。5月13日、マンダレー北方のモゴク監獄から脱出していたバー・モウが日本軍憲兵隊によって発見された。これまでオンサンもビルマの指導者としてバー・モウを推奨していたこともあって、8月1日、バー・モウを行政府長官兼内務部長官としてビルマ中央行政府が設立され、長官任命式が行われた。
BIAはビルマ作戦が終了した時点で23,000人に膨張していた。規律は弛緩し、部隊への給養も問題となっていたためBIAは解散された。選抜した人員をもって「ビルマ防衛軍」（BDA）が設立された。
日本軍は戦勝後のビルマ独立を予定し、ビルマ国民の軍政への協力を要求する一方で、批判的な民族主義者や若いタキン党員の政治参加は抑圧した。

## 対峙（1943年）
アキャブ(現在のシットウェ)での連合軍の反攻の初動は失敗したが、チンディット部隊は1回目のビルマ進入を果たした。連合国は東南アジア連合軍司令部を創設し、スティルウェルは中国軍の再建に着手した。バー・モウ政府は日本の後押しのもとビルマ独立を宣言したが、日本軍の占領政策には綻びも出てきていた。

### 泰緬鉄道

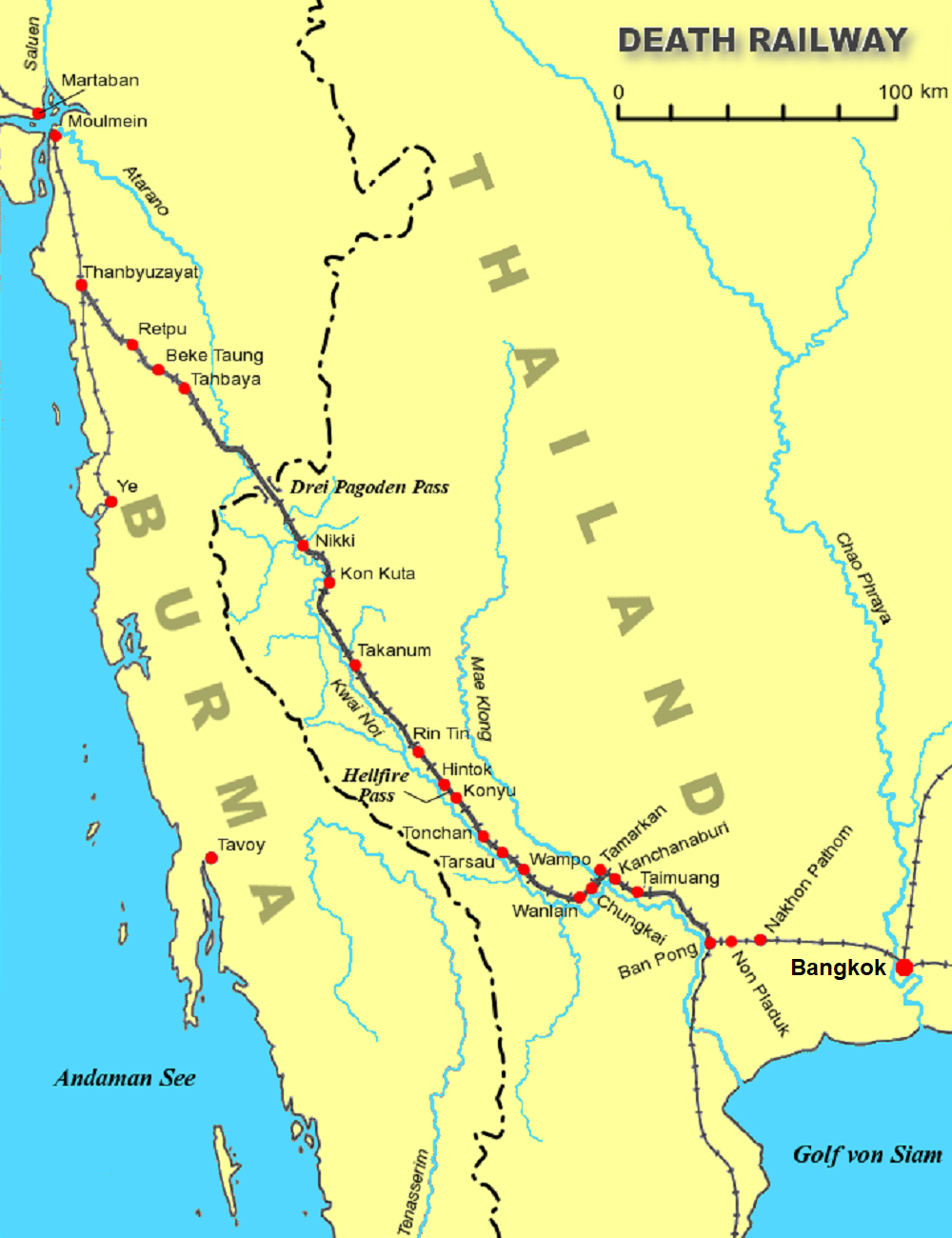
泰緬鉄道の経路

タイ・ビルマ国境のテナセリム丘陵北部のビラウクタウンサブレンジには、イギリスによる鎖国政策のため、鉄道はおろか満足な道路も整備されていなかった。日本軍は補給ルート確保を目的として山脈を越える全長約400キロの鉄道を計画し、建設工事は1942年6月から開始された。工事の指揮は鉄道第5連隊および第9連隊が取り、作業員として捕虜62,000人、募集で集まったタイ人数万人、ビルマ人18万人、マレー人8万人、蘭印人4万人が参加した。日本軍は人海戦術による突貫工事を要求し、雨季の間も強引に工事を進めた。作業現場ではコレラが流行し、約半数とも言われる大量の死者を出した。こうした犠牲のうえに、鉄道は1943年10月に開通した。

### 第一次アキャブ作戦（三十一号作戦、第一次アラカン作戦）
1942年から1943年の乾季、ビルマ戦線の連合軍にはまだ本格的反攻に移る余力はなかったが、2つの限定的な作戦を実施した。第1はビルマ南西部のアキャブ(現在のシットウェ)の奪回を目指した作戦、第2は「チンディット」部隊（いわゆるウィンゲート旅団）によるビルマ北部への進入作戦である。
アキャブはベンガル湾に面し、インドとの国境に近い最前線の要地だった。守備隊は宮脇支隊（歩兵第213連隊の一部）だった。1942年12月、イギリス軍第14インド師団が国境を越えて南下した。宮脇支隊はアキャブ前面まで後退し堅固な陣地を構築した。イギリス軍がこれを攻めあぐねている間に、日本軍第55師団が援軍に向かった。1943年3月末、第55師団主力はイギリス軍が横断不可能と判断したアラカン山脈を踏破して第14インド師団の側面を急襲した。奇襲は完全に成功し、第14インド師団は包囲されて大損害を受け、作戦開始地点まで後退した。こうして連合軍の反攻の初動は日本軍の快勝に終わった。

### 第一次チンディット（ロングクロス作戦）

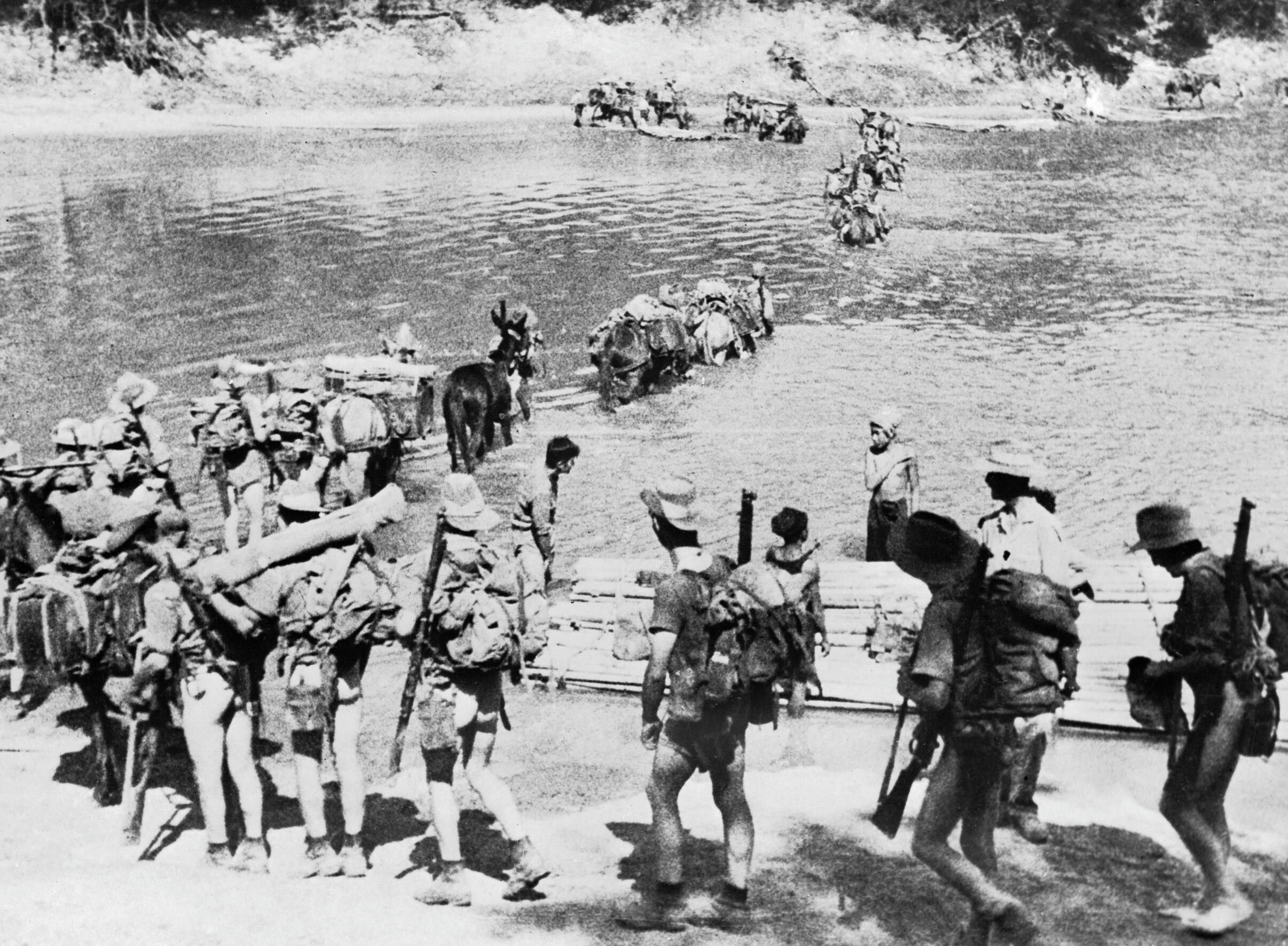
ビルマへ進入するチンディット部隊

第2の作戦はオード・ウィンゲート准将の発案によるものだった。ウィンゲートは非正規部隊を指揮した経験から、小部隊が航空機による補給を受けつつ敵地奥深く進入する長距離挺進作戦を構想していた。ウィンゲートはこの作戦のために第77インド旅団を編成し、「チンディット」の通称を与えた。「チンディット」とはビルマの寺院を守護する神獣「チンテ」に由来する名前である。
1943年2月8日「ロングクロス作戦」が開始され、チンディット部隊3,200名は7個縦隊に分かれインパール方面からビルマ北部へ進入した。各縦隊はアラカン山脈を越え、チンドウィン川を渡り、情報を収集しつつ鉄道や橋梁を爆破、一部はさらにイラワジ川を渡河し中国国境近くまで進出した。日本軍は第18師団を中心に各地から部隊をかき集めて掃討を試みたが、チンディット部隊は優勢な敵と遭遇すれば分散して後退するためつかみどころがなかった。だが小部隊に分散すると航空機による補給も難しくなる。3月24日、ウィンゲートは各縦隊に後退を命じた。
4か月間の作戦行動の末、インドまで帰還したチンディット部隊の将兵は2,182名だった。作戦は戦略的にはさして意味はなかったが、連合軍の部隊が航空機による補給を受けながらジャングルで長期間行動が可能であることを証明した。イギリスへ戻ったウィンゲートは英雄となった。チャーチルはアジアで傷ついたイギリス軍のイメージを回復してくれる人物であると賞賛し、8月のケベック会談にも随行させた。 
日本軍は、アラカン山脈とチンドウィン川を防壁とするという構想が覆され衝撃を受けた。特に掃討作戦に奔走させられた第18師団長牟田口廉也中将は、イギリス軍の拠点インパールを攻略せねばビルマの防衛は成り立たないという認識を持つに至り、インパール作戦を構想し始める。

### 連合国側の態勢

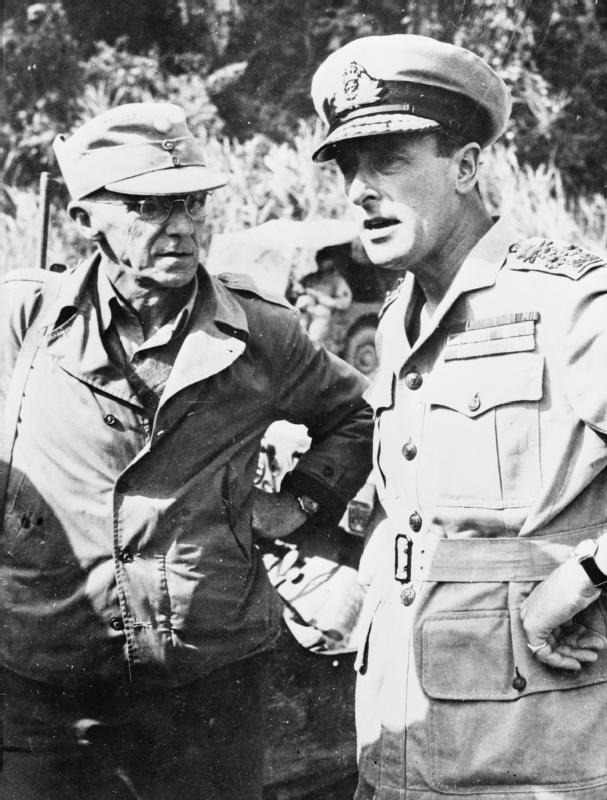
スティルウェル（左）とマウントバッテン（右）

#### 東南アジア連合軍司令部創設
1943年1月、カサブランカ会談が開かれ、アメリカのフランクリン・ルーズベルト大統領とイギリスのウィンストン・チャーチル首相は、同年11月頃からのビルマにおける本格的反攻に合意した。イギリス陸軍は戦力を回復しつつあり、空軍は日本軍に対する航空優勢を確立していた。イギリス軍はインパール方面および南西沿岸部から、米中連合軍はフーコン河谷および雲南方面からの反攻を計画していた。
だがビルマに関するイギリスとアメリカの戦略には根本的な不一致があった。イギリスにとってビルマの失陥は、資源供給地であるイギリス領インド帝国への直接の脅威であり、さらには日本とドイツ・イタリアとの連携をも可能にさせるものだった。またイギリスの対日反攻の目標はマレー、シンガポール、香港の奪回であり、その前段階としてラングーンの奪回が必要だった。一方アメリカにとっては、アジアへの経済的依存は限定的だった。アメリカの関心は、援蔣ルートを回復し、中国を連合国につなぎとめることに向けられていた。
8月、指揮統一を目的として東南アジア連合軍司令部が創設された。総司令官にはイギリス王族で海軍中将のルイス・マウントバッテン伯爵が就任した。チャーチルははじめ43歳という伯爵の若さを懸念していたが、経験豊かなヘンリー・パウノル陸軍中将が参謀長として補佐することになった。アメリカ側からはスティルウェルが副総司令官に就任した。司令部はインド・ビルマに加えて東南アジア全域を統括するとされ、戦略全般はワシントンの米英連合参謀本部が立案し、ロンドンのイギリス参謀総長会議を通じて伝達すると決定された。

#### 中国軍新編第1軍誕生

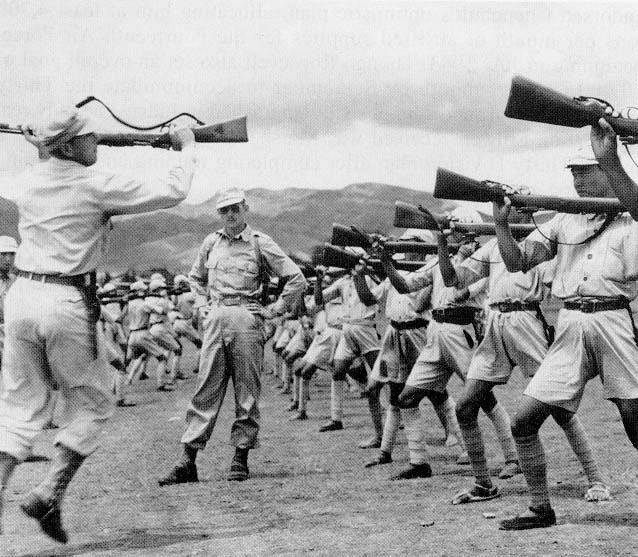
アメリカ人士官に訓練される中国兵

その頃アメリカの中国戦略をめぐってはスティルウェルとシェンノートとが対立していた。フライング・タイガース司令官から昇格してアメリカ陸軍航空軍第14空軍司令官となり、中国空軍を指導していたシェンノートは、中国戦線に戦力を集中すれば制空権確保は可能であると主張した。戦力をビルマへ割くのを渋っていた蔣介石もこれを支持した。しかし、中国戦線での日本軍航空部隊との戦いはシェンノートの主張するようには進展しなかった。
一方スティルウェルは、ハンプ越えだけでは輸送量に限界があるとして、北部の上ビルマを日本軍から奪回し、インドのアッサム州レドから国境を越えてカチン州に入り、フーコン河谷からミイトキーナ、ナンカンに至る「Stillwell Road」と、ナンカンから龍陵を経由し昆明へと至るビルマ公路を接続した、「レド公路」を早期に打通すべきと主張した。スティルウェルは、中国兵にアメリカ式の武装と訓練とを施して中国国内で30個師団、インドで数個師団を編成してビルマ北部奪回作戦に投入し、その後さらに中国軍全体を再建するという長期的な構想を持っていた。
スティルウェルはインドに退却してきた中国軍部隊にハンプ越えで空輸された中国兵を加えて、ビハール州(2000年、ジャールカンド州に分割された)のラムガルー野営地で「新編第1軍」を編成した。軍司令官にははじめ鄭洞国、後に孫立人が任命された。中国国内でも昆明に訓練所が設置された。蔣介石もスティルウェルの主張を認め、ビルマへの再出兵を容認する。

### 枢軸国側の態勢

#### ビルマ独立と占領政策の綻び

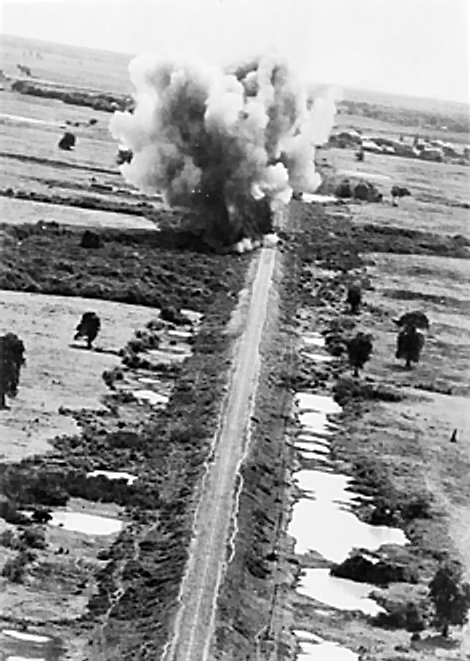
イギリス空軍によるビルマの鉄道への爆撃

日本は戦勝後のビルマへの独立付与を予定していたが、戦勝の見込みは当面立たなかった。一方でビルマ住民の全面的な戦争協力を必要としていた。そこで日本政府は早期のビルマ独立の方針を具体化し、1943年3月10日『緬甸独立指導要綱』を決定した。8月1日、軍政は廃止され、ビルマは独立を宣言し独立記念式典が行われた。国家元首となったバー・モウによって任命された主な大臣は次の通りだった。
- 首相：バー・モウ
- 副首相：タキン・ミヤ（英語版）
- 財務相：ティン・モン
- 外相：タキン・ヌー
- 国防相：タキン・オンサン

ビルマ防衛軍は「ビルマ国民軍」（BNA）と改名した。オンサンが国防大臣に就任したため、ビルマ国民軍の司令官にはネ・ウィンが任命された。独立と同時に「日本ビルマ同盟条約」が締結され、ビルマは連合国へ宣戦布告した。南シャン州（東部のケントゥン州とモンパン州）がタイへ割譲され、カチン州は防衛上の理由から日本軍の軍政が続けられた。北シャン州（ラシオ(現在のラーショーなどを含む））については、気候風土や民族の違いから、ビルマから分離して日本の永久領土に編入し、日本人の集団移民を送り込もうという議論があった。だがビルマ側からの希望も強く、9月に日本政府は北シャン州のビルマ編入を決定した。
日本軍のビルマ占領は副次的効果を生んだ。ビルマ南部では戦前、インド人地主が農地の半分を所有し、ビルマ人の小作農に貸し付けていた。だがイギリス軍とともに、ビルマ人の敵対行動を恐れた地主たちもインドへ逃げた。バー・モウは放棄された土地をビルマの小作農へ引き渡した。コメの市場としては日本軍がおり、農民の負債は解消された。
だが日本軍の占領政策には綻びも出てきていた。日本軍が征服者意識をもってビルマ国民に接し、彼らを下に見たことは否めない事実だった。また1943年以降、ビルマ全土に対する連合軍の爆撃が激化し、ビルマ国民も被害を受けた。爆撃は生産活動を阻み、交通通信を途絶させた。流通の停滞とともに農民は自家消費分の農作物しか生産しなくなり、次第に食糧不足が顕著になっていった。
ビルマの僧侶は、日本軍が自分たちを宣撫工作に利用しようとすることに憤った。日本式の仏教とビルマの上座部仏教とは大きく異なっていた。妻帯したり従軍したりする日本の僧侶など、ビルマの僧侶からすれば想像を絶した。ビルマ仏教の教えからみれば天皇崇拝や戦死者の慰霊祭は邪教であった。コレラや天然痘の予防接種運動に動員されるのも嫌った。注射針を通じて女の体に触れさせられるからである。日本人は仏教徒同士の連帯を期待したが、期待は空回りに終わった。
日本軍とバー・モウ政権の関係も決して良好とは言えず、4月25日に南方軍ビルマ方面軍参謀副長・磯村武亮の示唆を受けた参謀部情報班所属の浅井得一によるバー・モウ暗殺未遂事件が発生した。

#### 自由インド仮政府

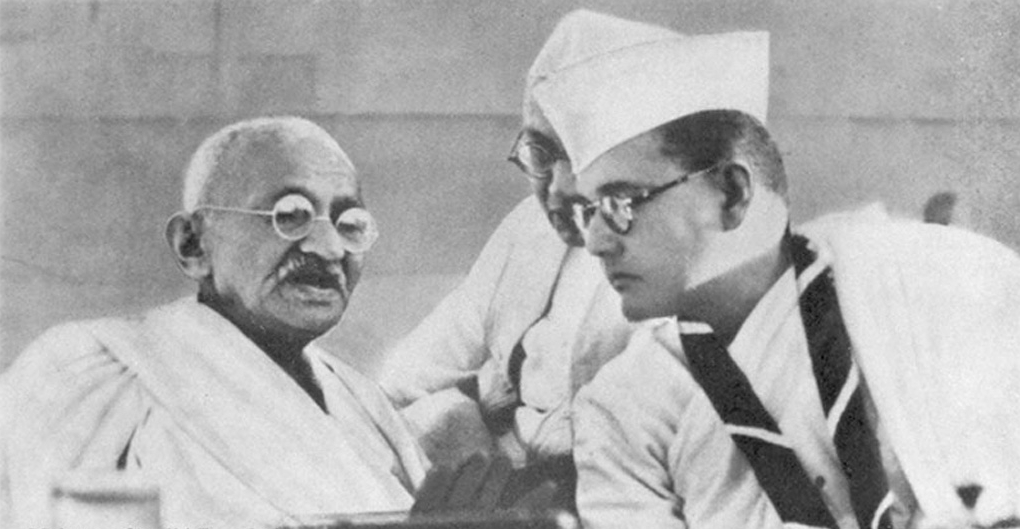
ガンディー（左）とチャンドラ・ボース（右）

8月1日の独立記念式典に参列した中にスバス・チャンドラ・ボースがいた。インド独立運動のリーダーの1人だったチャンドラ・ボースは、1943年4月にドイツから日本へ招致され、10月にシンガポールで自由インド仮政府の設立を宣言した。自由インド仮政府は、インド国民軍（INA）の統率を委ねられるとともに、連合国へ宣戦布告した。1944年1月、自由インド仮政府はラングーンへ進出し、インド進撃への熱意を示した。

#### ビルマ方面軍創設
日本軍もビルマの戦力を増強していた。それまでの第15軍の4個師団体勢では戦力不足であるため、1943年3月27日、河辺正三中将を方面軍司令官として「ビルマ方面軍」を創設し、その下に第15軍（軍司令官：牟田口廉也中将）を置いた。さらに1944年1月15日ビルマ南部担当の第28軍（軍司令官：桜井省三中将）を、4月8日ビルマ北部担当の第33軍（軍司令官：本多政材中将）を編成し、戦力は最大時で10個師団・3個旅団・1個飛行師団を数えるまでとなった。しかし広大なビルマを防衛することはそれでもなお困難だった。第15軍司令官牟田口中将は、連合軍の機先を制すべくインパール方面で攻勢をとり、その間アキャブ(現在のシットウェ)、フーコン河谷、雲南方面では最小限の兵力で持久するという戦略を主張した。
1943年10月30日、中国軍新編第1軍がフーコン河谷ニンビン(現在の Ningbyen, en:Tanai Township)の日本軍陣地を攻撃した。スティルウェルの構想する「レド公路」打通作戦の第一歩だった。連合軍の本格的反攻が開始されたのである。

## 連合軍の反攻（1944年）

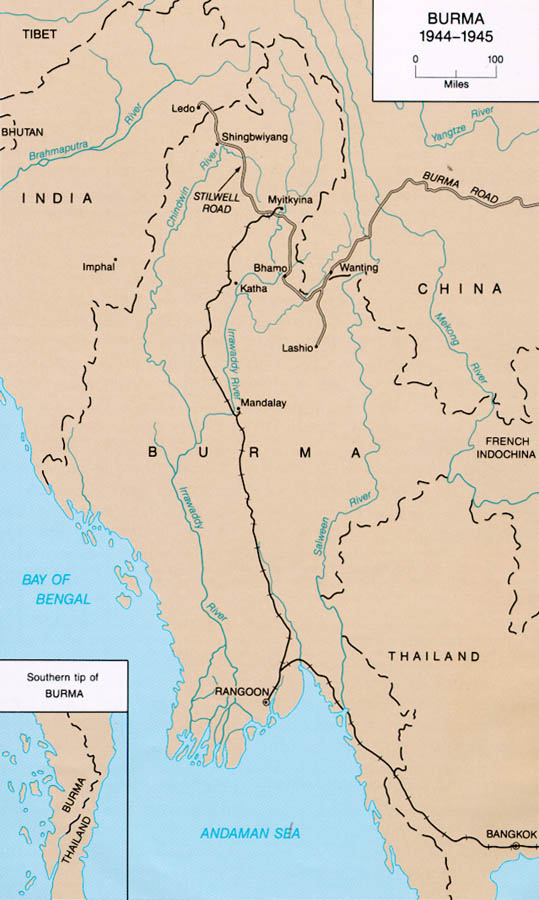
レド公路の経路

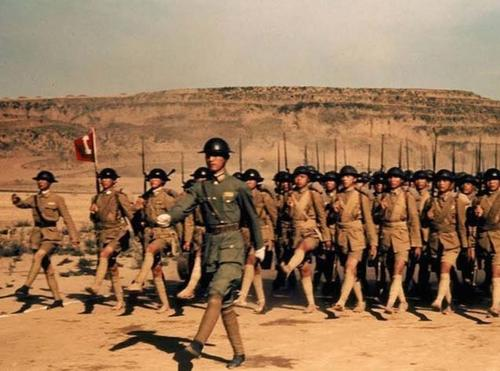
インドで再建された中国軍

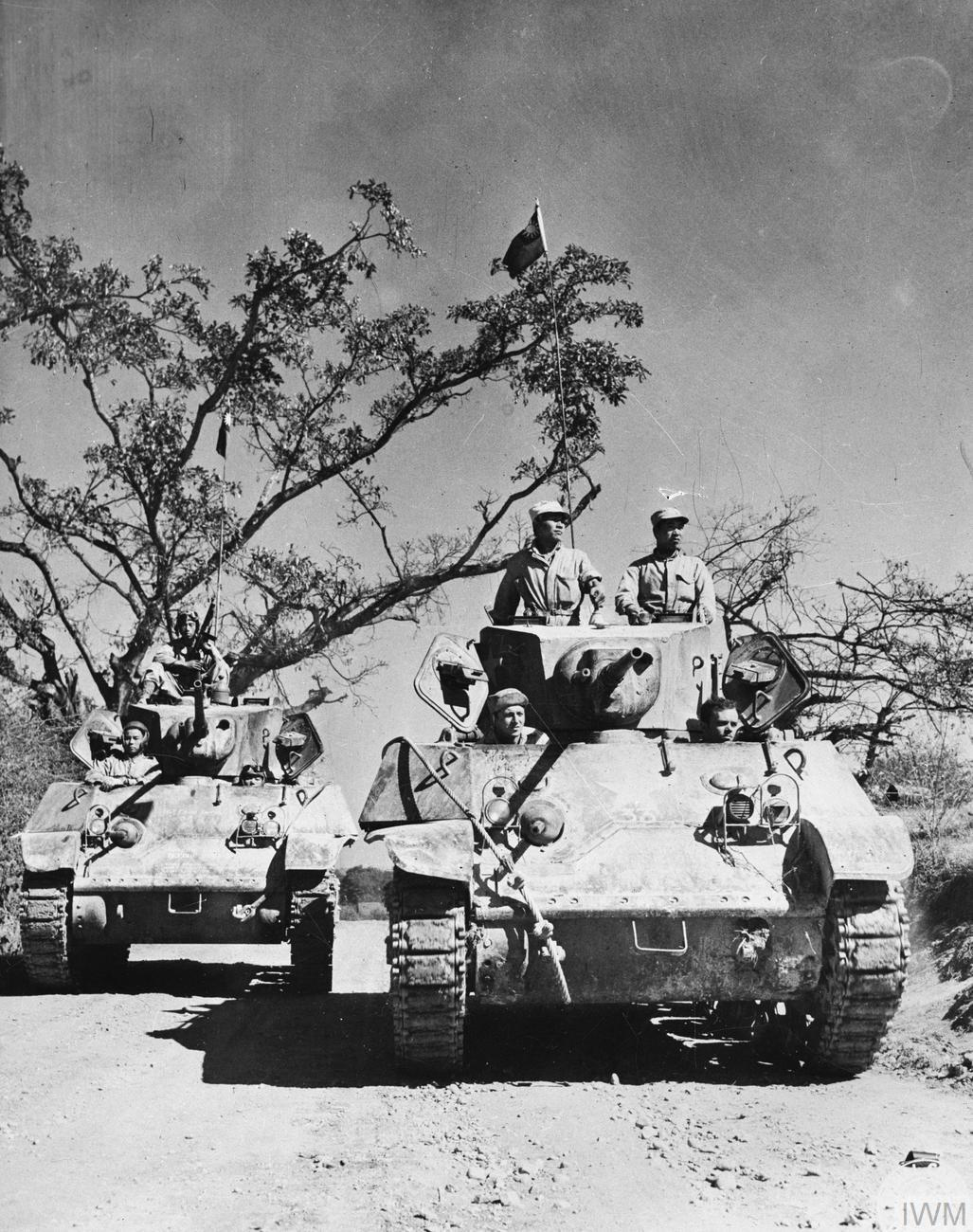
M3軽戦車に乗ってレド公路を前進する中国軍

連合軍はフーコン戦線で反攻を開始した。日本軍はインパール作戦によりその機先を制しようとしたが、作戦は惨憺たる失敗に終わり、ビルマ方面軍の戦力は決定的に低下した。雲南では中国軍が怒江を越え、拉孟と騰越の日本軍守備隊は包囲され玉砕した。米中連合軍はレド公路打通を達成した。

### フーコン作戦
フーコン河谷は、ミイトキーナに近いモウガンからシンブイヤンを経てインド国境の"Hell Pass"に達する、東西30キロから70キロ、南北200キロの大ジャングル地帯である。米中連合軍がフーコン河谷へ進攻したとき、ビルマ方面軍はインパール作戦の準備に追われていた。フーコン河谷を守備する第18師団に対しては、インパール作戦の勝利のときまで持久するよう任務を課した。
フーコン河谷の連合軍は、スティルウェルの指揮する中国軍新編第1軍（通称「インド遠征軍」）とアメリカ軍第5307混成部隊（通称「ガラハッド」部隊または「メリルズ・マローダーズ」）だった。1943年12月24日、中国軍第38師はユパンガを守備する日本軍を攻撃し勝利した。中国兵は日本軍の精鋭部隊に対する初めての勝利に狂喜した。
厳しい環境と日本軍の持久戦により、フーコンでの戦闘はのろのろと続いた。
米中連合軍は日本軍の包囲殲滅に何度も失敗した。孫立人ら中国軍指揮官は補給の困難さを理由に統制前進を行なったためスティルウェルを激怒させた。

### 第二次チンディット（サーズデイ作戦）
チンディット部隊は増強され第3インド師団と改名されていた。1944年2月、フーコン河谷での米中連合軍の作戦を支援するため、チンディット部隊は2回目のビルマ侵入作戦「サーズデイ作戦」を開始した。3月5日、大量のグライダーを使用した空挺作戦により、3個旅団9,000名がマンダレー・ミイトキーナ間に降下し、フーコン河谷で苦闘を続ける第18師団への補給路を切断した。だが指揮官オード・ウィンゲート少将は3月24日、飛行機事故により不慮の死をとげた。
日本軍は再び部隊をかき集めて掃討に努めた。第53師団の掃討部隊4千人はモール付近でチンディット部隊と激しい戦闘となった。
チンディット部隊はモールに陣地を構築し、空輸された増援も含めた1万6千人が立て篭もった。日本軍は4月初めに軽戦車や重砲も繰り出して攻撃したがゲリラ部隊による機動戦と陣地戦を併用したイギリス軍の戦術に撃退され、18日に後退した。
5月、モールのチンディット部隊がインドへ撤退したため第53師団は補給路の回復に成功したものの、陸路で後退するチンディット部隊を完全に捕捉することはできなかった。フーコン河谷では第18師団が補給を回復したのもつかの間、カマインで退路を絶たれ玉砕の危機に至った。6月末、第18師団は退路を切り開きフーコン河谷から撤退した。
第18師団の捕捉に失敗したことは米英中の連帯不足が原因であり、スティルウェルにとって不満の残る結果だった。

### 第二次アキャブ作戦（ハ号作戦、第二次アラカン作戦）
ビルマ南西部ではイギリス軍第15軍団が再度アキャブへ向けて前進していた。日本軍は2月、アキャブ北方のシンゼイワ盆地において、桜井徳太郎少将が指揮する第55師団桜井支隊が東方から第7インド師団の側背に進出し、正面からの師団主力とともにこれを包囲した。戦況は第一次アキャブ作戦の再来となるかに見えた。だがイギリス軍は戦車と野砲を円形に配置し、航空機による補給を行って戦線を維持した。日本軍はこの空地一体の「円筒陣地」（Admin Box）を崩すことができなかった。イギリス軍が救援を差し向けると、日本軍は2月26日包囲を解いて後退した。

### インパール作戦（ウ号作戦）

#### 作戦計画

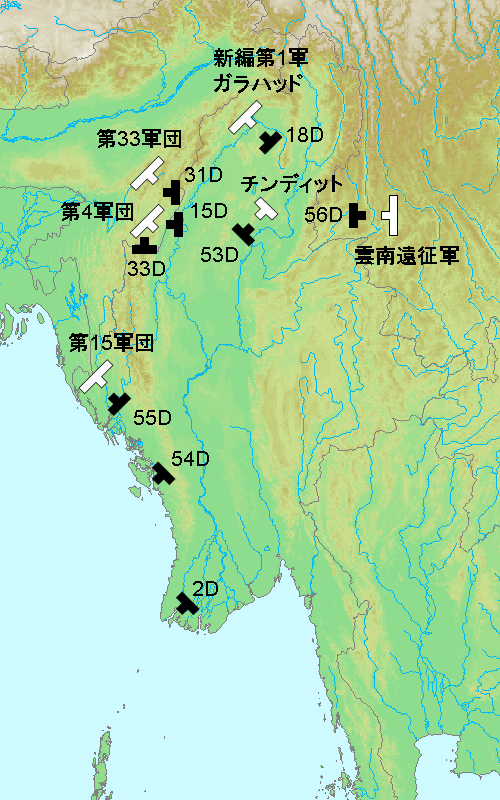
1944年4月のビルマの戦いの状況

インド北東部マニプル州の中心都市インパールは、ビルマ・インド国境部の要地であり、イギリス軍の反攻拠点だった。第15軍司令官牟田口廉也中将は、インパールの攻略によって連合軍の反攻の機先を制し、さらにインド国民軍によってインド国土の一角に自由インド仮政府の旗を立てさせることでインド独立運動を刺激できると主張した。牟田口はさらにナガランド州ディマプルへの前進をも考えていた。これが成功すれば、ハンプ越えの援蔣ルートを絶ち、スティルウェル指揮下の米中連合軍への補給も絶つことができる。
牟田口の案は、第15軍の3個師団（第15、第31、第33師団）に3週間分の食糧を持たせてインパールを急襲し占領するというものだった。そのためには川幅1,000メートルのチンドウィン川を渡河し、標高2,000メートル級のアラカン山脈を踏破せねばならない。さらに困難な問題は作戦が長期化した場合の前線部隊への補給だった。ビルマ方面軍は当初牟田口の案を無謀と判断したが、南方軍と大本営は最終的にこの案を支持した。背景には、各方面で敗北続きの戦局を打開したいという軍中央の思惑があったと言われる。

#### 抗命
第33師団は1944年3月8日に、第15師団と第31師団は3月15日に作戦を発起し、インパールとコヒマへ向けて前進した。作戦は順調に進むかに見えたが、この地域を守備していたイギリス第4軍団の後退は予定の行動だった。インパール周辺まで後退し、日本軍の補給線が伸びきったところを叩くのがイギリス第14軍司令官ウィリアム・スリム中将の作戦だったのである。
3月29日、第15師団の一部が、インパールへの唯一の地上連絡線であるコヒマ・インパール道を遮断した。4月5日、宮崎繁三郎少将の率いる歩兵第58連隊がコヒマへ突入した。だがイギリス第33軍団が反撃に移り、コヒマをめぐる戦いは長期化した。南からの第33師団の前進もイギリス軍の防衛線に阻まれていた。日本軍はイギリス第4軍団をインパールで包囲したものの、イギリス軍は補給物資を空輸して持ちこたえた。
第33師団長柳田元三中将は作戦中止を意見具申したが、牟田口は柳田を罷免した。第15師団長山内正文中将は健康を害して後送された。やがて雨季が訪れた。日本軍の前線部隊は作戦開始以来満足な補給を受けておらず、弾薬は尽き飢餓に瀕していた。第31師団長佐藤幸徳中将はたびたび軍司令部へ補給を要請するが、牟田口は空約束を繰り返すのみで、やがて両者が交わす電報は感情的な内容に変わっていった。激怒した佐藤は6月1日に独断で師団主力を撤退させた。
作戦成功の望みがなくなったにも関わらず、牟田口は攻撃命令を出し続けた。第33師団は、新しい師団長田中信男中将の指揮の下、インパール南側の防衛線ビシェンプールへの肉弾攻撃を繰り返すが、死傷者の山を築いた。

#### 白骨街道
撤退した第31師団の最後尾を務めた宮崎繁三郎少将は、歩兵第58連隊を率い、インパール救出を目指すイギリス第33軍団の前進を巧みな戦術で遅らせ続けた。だが6月22日、ついにイギリス第4軍団と第33軍団がコヒマ・インパール道上で握手した。7月3日日本軍は作戦中止を正式に決定した。将兵は豪雨の中、傷つき疲れ果て、飢えと病に苦しみながら、泥濘に覆われた山道を退却していった。退却路に沿って死体が続く有様は「白骨街道」と呼ばれた。
インパール作戦は、イギリス軍側の損害17,587名に対し、日本軍は参加兵力約85,600名のうち30,000名が戦死・戦病死し、20,000名の戦病者が後送された。インパール作戦の失敗はビルマ方面軍の戦力を決定的に低下させた。また、作戦にはインド国民軍7,000名が参加し、占領地の行政は自由インド仮政府に一任すると協定されていたが、作戦の失敗により雲散霧消した。
抗命事件を起こした佐藤は精神錯乱として扱われ軍法会議への起訴は見送られた。ビルマ方面軍司令官河辺正三中将、参謀長中永太郎中将、第15軍司令官牟田口廉也中将らは解任され、後任にはそれぞれ木村兵太郎中将、田中新一中将、片村四八中将が任命された。

### ミイトキーナの戦い

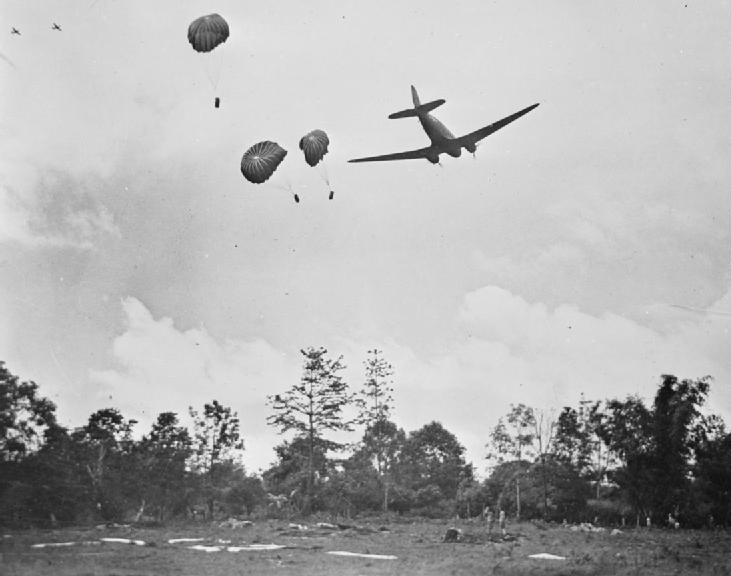
ミイトキーナの前線に補給物資を投下するアメリカ軍の輸送機

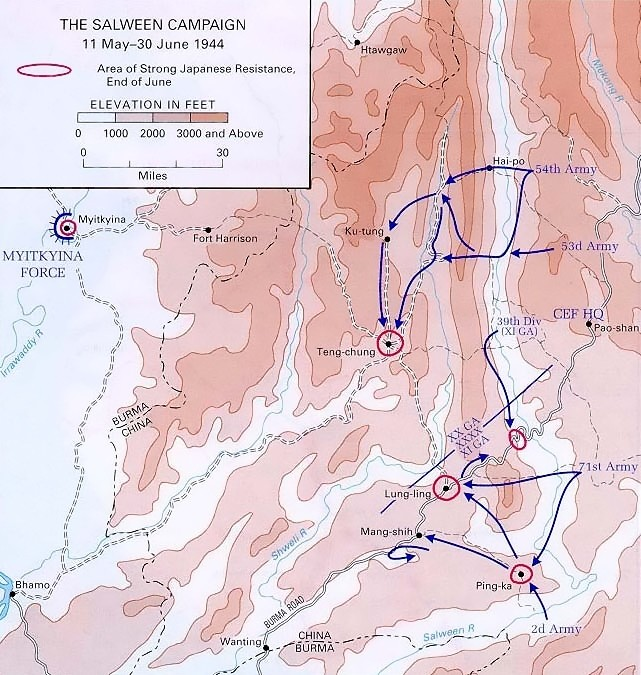
1944年7月頃の雲南方面の状況。中国軍による騰越、拉孟、平戛、龍陵の攻囲

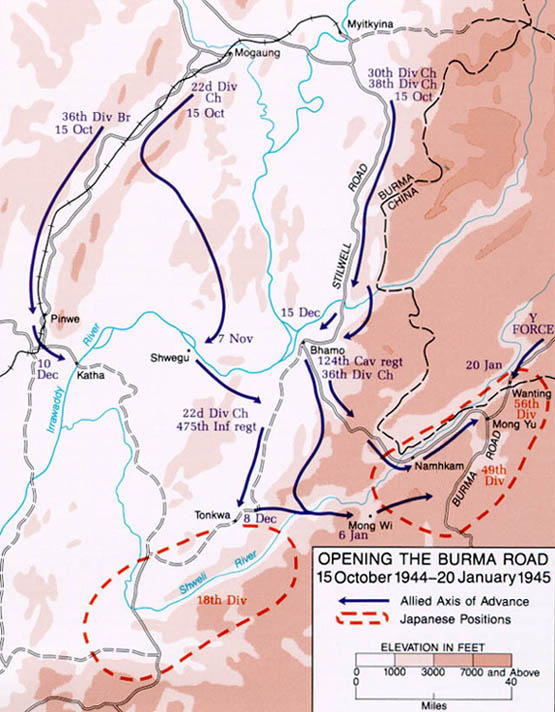
米中連合軍によるレド公路打通。1945年1月頃の状況

ビルマ北部では5月17日、ガラハッド部隊を中心とする空挺部隊と地上部隊がミイトキーナ（現在のミッチーナー）郊外の飛行場を急襲し奪取した。ミイトキーナはビルマ北部最大の要衝であり、インド・中国間の空輸ルートの中継点でもあった。守備兵力は丸山房安大佐の指揮する歩兵第114連隊だったが、各地に兵力を派遣し、手元の兵力はわずかだった。
この危急に第56師団から増援部隊を率いてかけつけた水上源蔵少将に対して、第33軍作戦参謀辻政信大佐は、「水上少将はミイトキーナを死守すべし」という個人宛の死守命令を送った。ミイトキーナでは、ガラハッド部隊と中国軍新編第1軍および新編第6軍の攻撃を、水上と丸山の指揮する日本軍が迎え撃ち激闘が展開された。だが日本軍は限界に達し、8月2日、水上は生き残った将兵に脱出を命じた後、死守命令違反の責任を取って自決した。
ミイトキーナ飛行場の占領で、従来の危険なハンプ越えのルートは大きく改善された。攻防戦の最中にも、輸送量は7月には25,000トンという実績を示した。8月2日、スティルウェルは大将へ昇進した。

### AFPFL結成
ビルマは独立を達成したものの、日本は戦争への協力を要求し、バー・モウのビルマ政府の政策も日本軍優先とならざるを得なかった。またインパール作戦の失敗により日本の敗北は明白な情勢となってきた。8月1日の独立一周年式典で、オンサンは「われわれの独立は紙の上の独立に過ぎない」と演説した。この頃オンサンらは多方面の勢力との接触を持ったらしい。8月から9月にかけて、抗日運動の秘密組織「反ファシスト人民自由連盟」（AFPFL）が結成され、タキン党、共産党、ビルマ国民軍をはじめ、農民、労働者の諸団体、少数民族の政治結社も加わり、勢力を拡大していった。日本軍はこの動きを察知できなかった。

### 拉孟・騰越の戦い（断作戦、サルウィン作戦）

#### 断作戦
1944年4月、蔣介石は中国軍のビルマへの再出兵を決断した。5月11日夜半、衛立煌大将を司令官とする16個師の中国軍雲南遠征軍が怒江を渡った。守備する第56師団は、騰越、拉孟、平戛、龍陵などの要地を固めるとともに、機動兵力による果敢な反撃を行った。しかし中国軍は圧倒的な兵力をもって各地の守備隊を包囲した。
ビルマ方面軍は第33軍（第18、第56師団）へ第2師団を増援するとともに、ビルマルート遮断の堅持を命じ「断作戦」を発令した。第33軍は各地の守備隊を救出すべく反撃に移り、9月上旬に龍陵を解囲し、平戛守備隊を救出したものの、拉孟と騰越の救出はできなかった。

#### 拉孟・騰越の戦い
拉孟は、ビルマルートが怒江を横切る「恵通橋」の近くの陣地である。陣地は標高2,000メートルの山上に位置し、深さ1,000メートルの怒江の峡谷を隔てて中国軍と向かい合う最前線だった。日本軍は歩兵第113連隊を守備隊とし陣地設備を強化していた。6月2日、中国軍が拉孟を包囲したとき、連隊長松井秀治大佐は出撃中だった。金光恵次郎少佐以下1,270名の守備隊は、41,000名の中国軍の攻撃をたびたび撃退した。だが9月7日、木下正巳中尉と兵2名を報告のため脱出させた後、拉孟守備隊は玉砕した。
騰越は、連隊長蔵重康美大佐の指揮する歩兵第148連隊が守備していた。騰越は中世式の城郭都市であり、周囲を高地に囲まれ、近代戦の戦場としては守備の難しい地勢だった。騰越周辺での戦闘は6月27日に開始された。守備兵力は2,025名、攻囲する中国軍は49,600名だった。蔵重は8月13日に戦死し、大田正人大尉が代わって指揮を取った。8月下旬以降城壁は破壊され市街戦が展開された。守備隊は9月13日に玉砕した。

#### レド公路打通
太平洋方面の戦局悪化により、断作戦の目的も、ビルマルート遮断の堅持から、後退しつつ時間を稼ぐことに変わっていった。任務の変化に伴って第2師団はサイゴンへ転用され、断作戦は第18師団と第56師団のみで継続された。ミイトキーナ、拉孟、騰越を攻略した米中連合軍は、補充ののち進撃を再開した。雲南遠征軍は11月初旬に龍陵を攻略、ビルマ領内へ兵を進めた。インド遠征軍は12月15日にバーモを攻略した。第33軍は「15対1」の兵力差となるなか、持久戦を続けた。
1945年1月27日、雲南遠征軍とインド遠征軍はついにレド公路上で握手した。ラングーン陥落から2年半、ビルマルート遮断は終わりを告げたのである。物資を満載したトラック群は昆明へと向かっていった。目的を達成した蔣介石は中国軍を順次帰国させた。

## 終戦（1945年）
日本軍はイラワジ会戦で決戦を試みたが、イギリス軍に圧倒され全面崩壊の様相を呈した。オンサンが率いるビルマ国民軍も日本軍に対して銃口を向け、イギリス軍はラングーンを奪回した。退路を絶たれた第28軍は敵中突破作戦を計画した。第28軍が大きな犠牲を払いつつ作戦を成功させた頃、終戦が訪れた。

### イラワジ会戦

#### 盤作戦

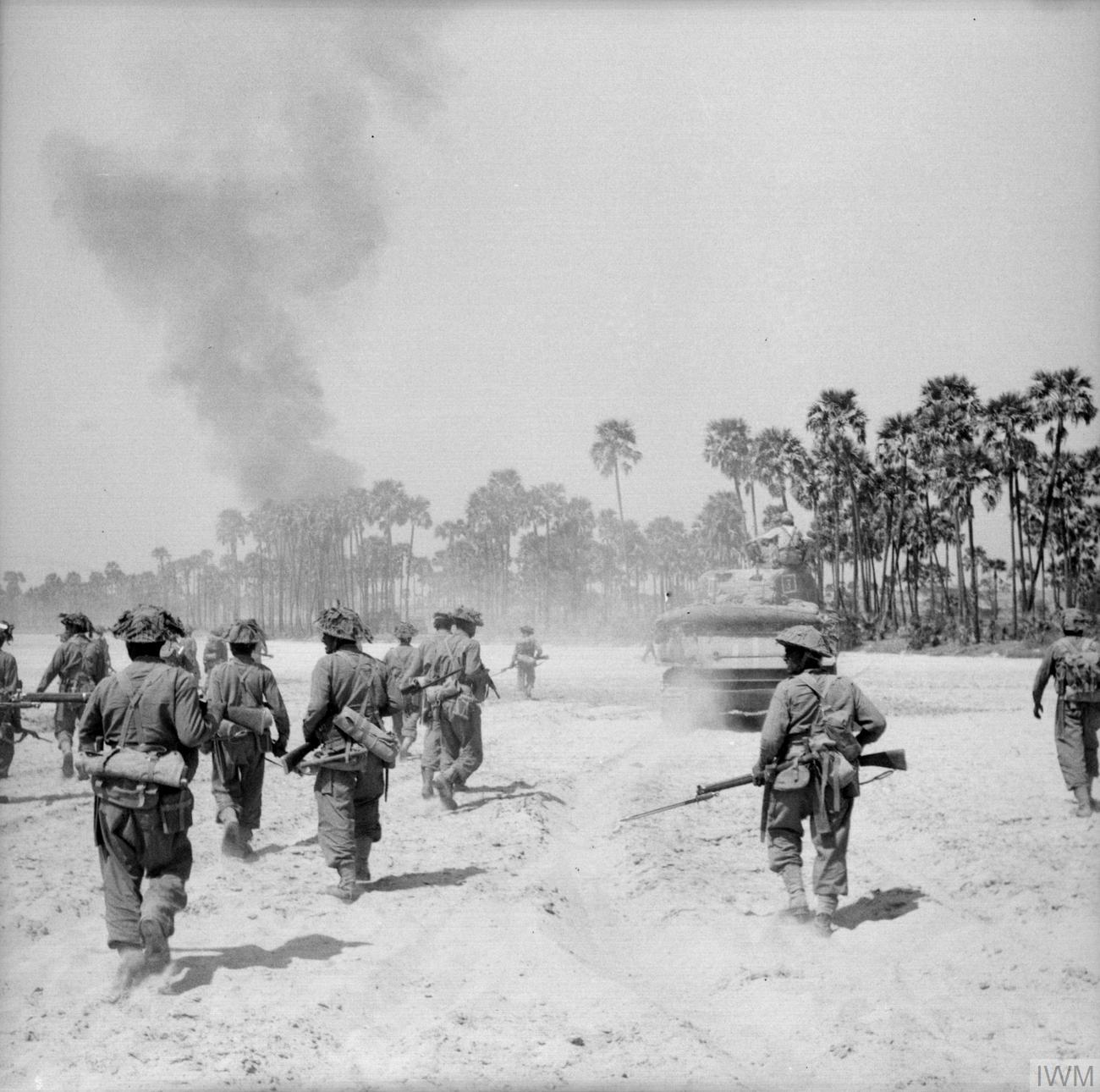
メイクテーラへ向けて前進するイギリス軍第6/7ラージプターナ小銃中隊

ラムリー島へ上陸するイギリス海兵隊

1944年のインパールでの戦いに勝利したイギリス軍はそのまま追撃に移ろうとしたが中国方面における日本軍の大陸打通作戦によるアメリカ軍航空部隊の配置換えにより一時的に満足な航空支援が受けられなくなった。そのため翌年までのろのろとした追撃戦が続いた。
1945年1月、インパール作戦に敗れた第15軍はイギリス第14軍の追撃を受けつつ、ビルマ中部の中心都市マンダレー付近のイラワジ川の線まで後退していた。米中連合軍がレド公路打通を達成した以上、ビルマの戦略的価値は大きく低下しており、日本軍でもタイ国境まで後退すべきとする意見もあった。だがビルマ方面軍参謀長田中新一中将は、第15軍に「盤作戦」を、第28軍に「完作戦」を命じた。「盤作戦」はイラワジ川を防衛線としてイギリス軍を機に応じて撃滅するという強気の作戦、「完作戦」はベンガル湾沿いを防衛する作戦である。
だが、第15軍の4個師団（第15、第31、第33、第53師団）はそれぞれ実力1個連隊の戦力にまで損耗していた。それをイラワジ川沿いの200キロ以上の広正面に配置したところで有効な防御戦闘は困難だった。さらに、ビルマ中部の大平原は、乾季には砂漠のような荒涼たる大地に変貌する。制空権を持ち機動力に富むイギリス軍にとっては格好の舞台であるが、機動力を持たない日本軍にとっては苦しい戦場だった。

#### メイクテーラ攻防戦
「盤作戦」は出だしからつまづいた。スリムは第33軍団をマンダレーへ向かわせて日本軍を引きつけつつ、2月17日第4軍団をチンドウィン川とイラワジ川の合流点の下流で渡河させ、第17インド師団と第255インド機甲旅団を第15軍背後の要衝メイクテーラ（現在のメイッティーラ）へ向けて突進させた。機械化部隊の進撃速度は日本軍の想像を超えていた。メイクテーラの守備兵力は急遽かけつけた歩兵第168連隊の他は後方部隊ばかりで、3月3日イギリス軍に制圧された。
日本軍はシャン高原から第33軍司令部を抽出し、これに第18師団と第49師団を配属して、メイクテーラの奪回を図った。日本軍はメイクテーラを包囲し、肉弾攻撃と夜襲を反復したものの、イギリス軍の機械化部隊に対して、十分な対戦車装備を持たない日本軍は一方的な打撃を被った。
その頃マンダレーでは第19インド師団が市内へ突入していた。死守を命じられた第15師団は激しく抵抗し市街戦となったが、幹部が相次いで死傷し、これまでと判断した片村四八軍司令官は独断で撤退を命じた。イラワジ河畔では第15軍の将兵が連日炎暑に耐えて苦闘を続けていたが、イギリス軍は至るところから突破し、戦線は次第に全面崩壊の様相を呈した。3月28日、日本軍はメイクテーラ奪回を断念し、盤作戦を中止した。第15軍はシャン高原へ後退した。

### 完作戦（第三次アラカン作戦）
ビルマ南西部ではイギリス軍第15軍団がアキャブへ向けて前進していた。ビルマ西部の防衛は第28軍の担当で、第54、第55師団の二個師団だけだった。
日本軍はアキャブからイラワジ河周辺までに縦深の防衛線を張り、ラムリー島などの海岸地区を持久地帯、ラングーン周辺を機動反撃地帯とし、エナンジョンからラングーンまでの線の確保を目的とする完作戦を発令していた。
アキャブは1月3日に陥落したが、第28軍主力は既にここを撤退していた。次いでイギリス軍は1月21日、航空基地確保のためラムリー島（ラムレー島）へ上陸し、約1ヶ月の戦闘で日本軍を撤退に追い込んだ。第28軍は第55師団をイラワジ戦線へ抽出し、兵力は宮崎繁三郎中将の率いる第54師団のみとなっていたが、アラカン山脈へ後退しつつ抵抗を続けた（170高地の戦い）。

### ビルマ国民軍離反
3月17日、アウンサンが率いるビルマ国民軍の出陣式がラングーンのシュエダゴォン・パゴダ前広場で行われた。バー・モウは「断固として敵を討て」と演説したが、すでにイラワジ戦線の崩壊によって日本軍の敗北は明白だった。アウンサンが日本と結んだのはビルマの独立のためであって、日本と心中する意思など持っていなかった。
3月27日、ビルマ国民軍11,000名はアウンサンの指揮のもと、AFPFLの旗を掲げ、日本軍に対して銃口を向けた。日本軍は背後からも攻撃を受けることになったのである。バー・モウのビルマ政府も崩壊の一途をたどってゆく。

### ラングーン奪回

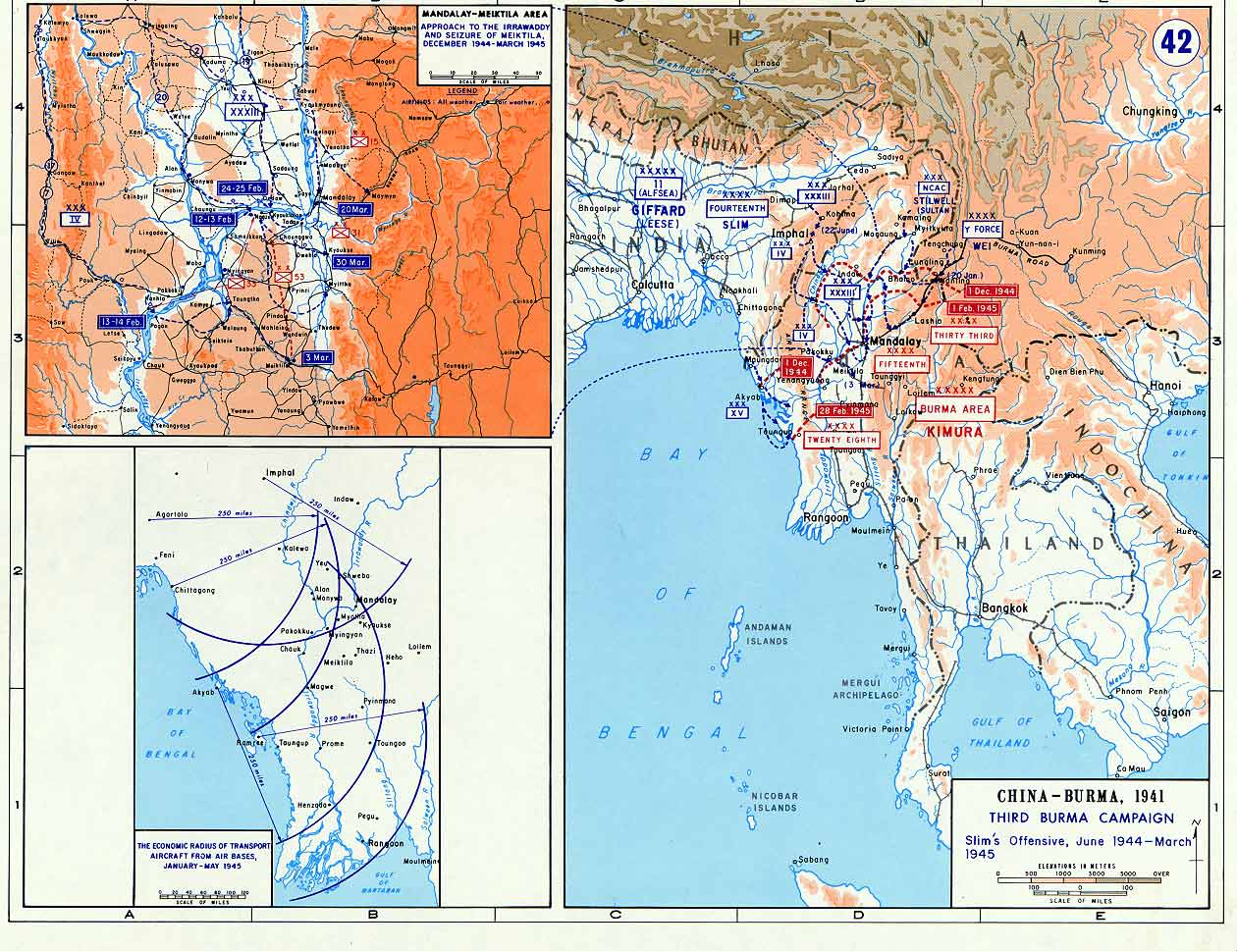
1945年1月から3月のビルマ戦線の状況

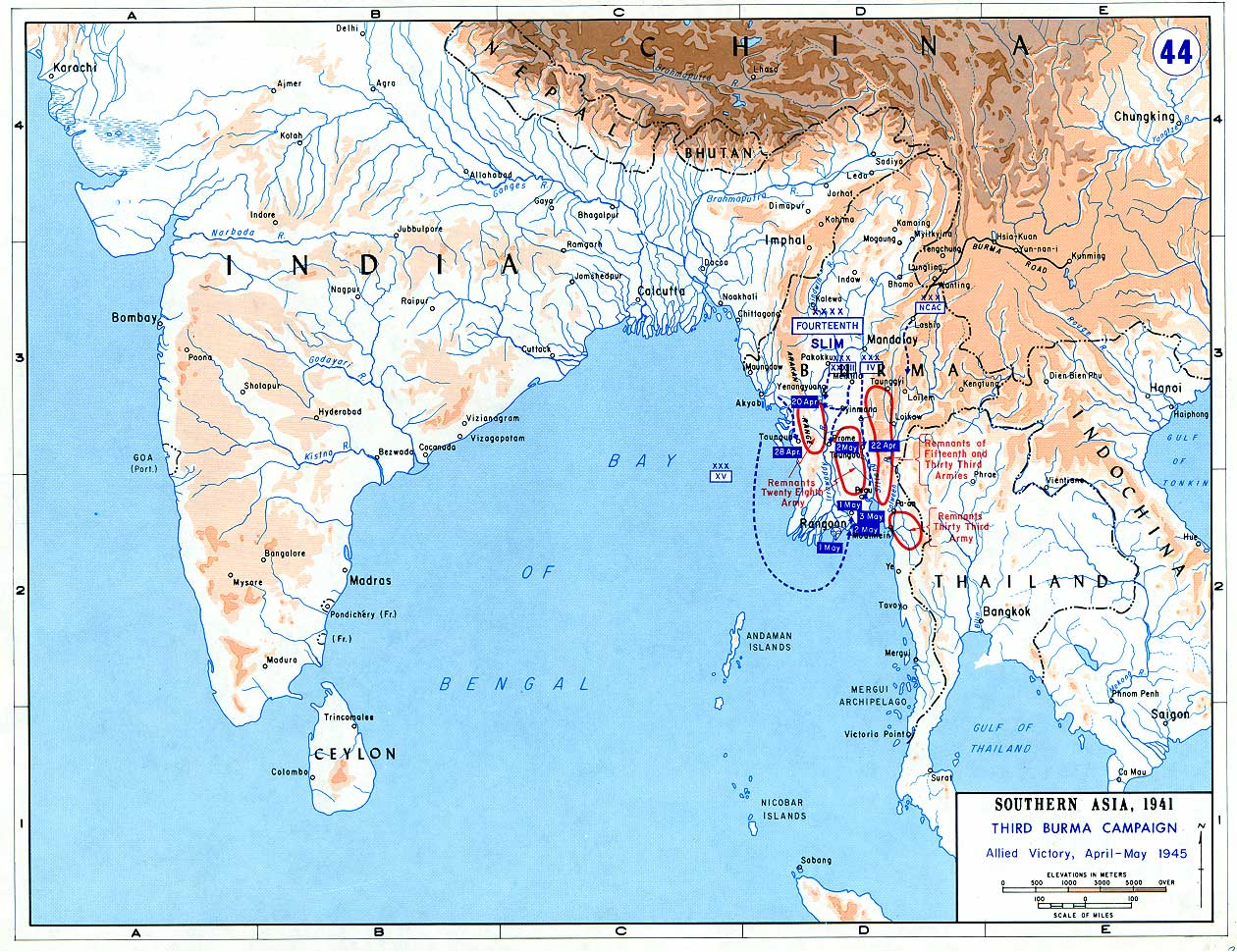
1945年4月から5月のビルマ戦線の状況

イラワジ会戦で日本軍を粉砕したイギリス軍は雨季の到来前にラングーンを奪回すべく、第33軍団がイラワジ川沿いを、第4軍団がシッタン川沿いを南下した。日本軍は第28軍にイラワジ川沿い、第33軍にシッタン川沿いでの防戦を命じたが、防衛線は相次いで突破され、イギリス第4軍団の先頭は4月25日にラングーン北方のペグー（現在のバゴー）まで到達した。
4月23日、ビルマ方面軍司令官木村兵太郎大将は、ビルマ政府や日本人居留民に対する処置も明らかにしないまま、ラングーンを放棄し東方のモールメンへ脱出した。大混乱の中、イギリス軍は5月2日にラングーンを奪回した。イラワジ川下流部でイギリス第33軍団と戦っていた第28軍は、退路を絶たれ敵中に孤立してしまった。

### イギリス軍のマレー進攻計画
イギリス軍は次の目標であるマレーおよびシンガポールの奪回のため、「ジッパー作戦」の準備を開始した。予定では9月9日にクアラルンプール南西岸に上陸作戦を行い、9月末頃シンガポールを奪回することとなっていた。8月には作戦準備がかなり進展していたが、8月15日マウントバッテンは全ての作戦の中止を命じた。

### シッタン作戦
第28軍は、イギリス軍のラングーンへの急進撃により、退路を絶たれペグー山系に追い詰められていた。ペグー山系はイラワジ川とシッタン川とに挟まれた標高500メートル内外の丘陵地帯で、竹林に覆われている。雨季が到来し、イギリス軍の作戦行動は不活発となっていたが、第28軍の食糧の手持ちは7月末が限界となっていた。将兵は竹の小屋で雨をしのぎ、筍粥で飢えをしのいだが、食塩の欠乏症に苦しんだ。食塩が欠乏すると、筋力が低下し、しまいには立っていられなくなるのである。
7月、雨季は最盛期に入り、河川は氾濫し、平地は沼地に変わった。ようやく兵力の集結を終えた第28軍は敵中突破作戦を計画した。闇にまぎれてペグー山系を脱出し、広大な冠水地帯を横断し、増水したシッタン川を竹の筏で渡るのである。シッタン川を防御していた第33軍は川を越えて第7インド師団へ牽制攻撃をかけた。戦いは胸の高さまで達する泥水の中で行われた。
7月下旬、第28軍は十数個の突破縦隊に分かれて一斉にシッタン川を目指した。将兵は筏に身を託して濁流へ身を投じた。体力の衰えていた者は濁流を乗り切ることができず、水勢に呑まれて流されていった。第28軍は34,000名をもってペグー山系に入ったが、シッタン川を突破できた者は15,000名に過ぎなかった。こうして第28軍が敵中突破を大きな犠牲を払いつつ成功させた頃、8月15日の終戦が訪れた。

## 影響

### ビルマ

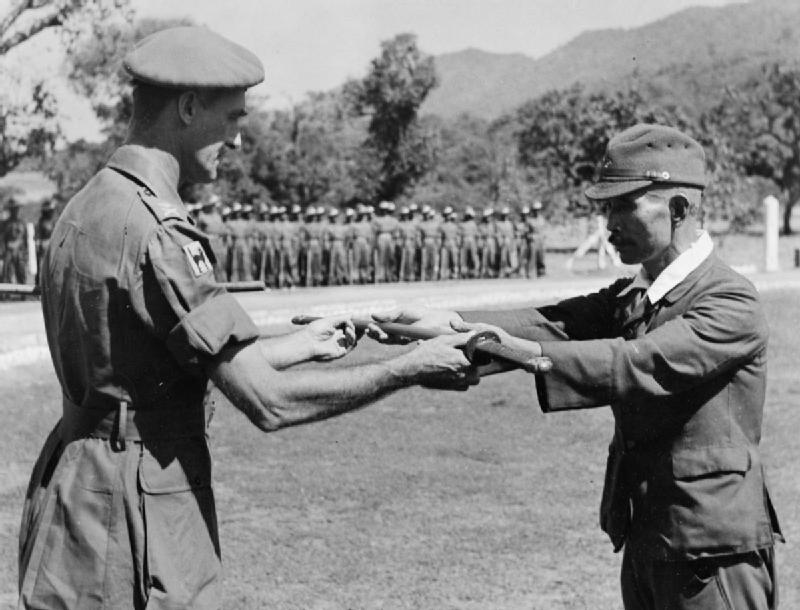
第17インド師団長クローサー少将へ軍刀を手渡す第49師団長竹原三郎中将。1945年10月

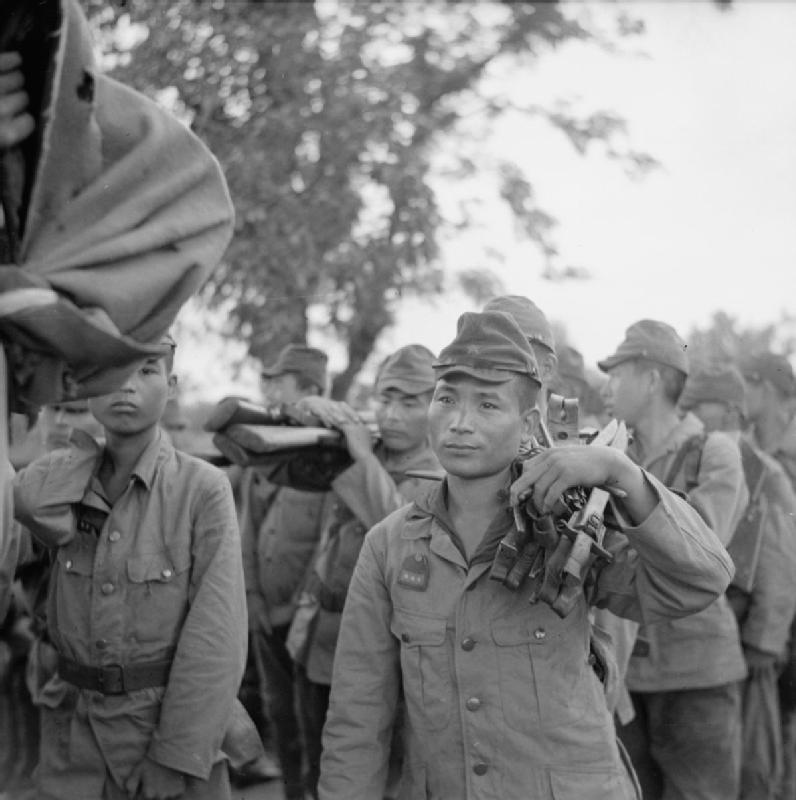
降伏し武装解除を受ける日本軍兵士。1945年9月

戦争はビルマの経済に大きな被害を与えた。鉄道は機関車の85パーセントを欠損し、ラングーンの港湾施設は破壊された。農民の生産手段も多くが奪われ、農地は放置されて荒廃した。コンバウン王朝の旧王宮のあったマンダレーや瀟洒な文化都市メイクテーラは激戦地となって破壊しつくされ、貴重な歴史遺産は失われた。
バー・モウとチャンドラ・ボースはビルマを脱出した。チャンドラ・ボースはソ連へ向かおうとしたが、台湾で飛行機事故により死亡した。バー・モウは日本の新潟県に潜伏した。協力者はイギリス政府の報復を恐れたが、バー・モウは1946年1月にGHQへ出頭した。結局イギリス政府は罪を問わず、バー・モウは8月にビルマへ帰国した。
反乱を起こしたオンサンは1945年5月16日にマウントバッテンと会談した。イギリス側にはオンサンを殺人者として訴追すべしとする意見もあったが、マウントバッテンはこの若き国民的英雄を是非とも味方につけるべきと考えた。両者は、ビルマ国民軍が「ビルマ愛国軍」と改称した上で連合軍の指揮下に入ることに合意した。
日本軍の占領下で、ビルマの指導者たちの力は強まった。小なりとはいえ軍隊を運営し、統治の方法を学んだのである。彼らの軍隊はイギリス政府との独立交渉において無視しえない力となった。オンサンは軍を去ってAFPFL総裁に就任し独立問題に専念した。だがオンサンは1947年7月に暗殺され、ウ・ヌーがAFPFL総裁を引き継いだ。1948年1月4日、ビルマはウ・ヌーを首班として独立を達成した。

### イギリス
ビルマの戦いにおいて、イギリス軍および英連邦諸国軍は戦死者14,326名、負傷者・行方不明・捕虜59,583名の犠牲者を出した。イギリスはビルマの戦いの最大の勝利者となり、英印軍の歴史の最後を栄光で飾った。しかしビルマは独立とともにイギリス連邦から離脱する道を選んだ。
最後のイギリス領インド帝国総督となったマウントバッテンは1947年8月15日、インドの独立式典に立ち会ってネルーへ権限を委譲し、アジアから去っていった。

### アメリカと中国
ビルマの戦いでの中国軍（国民党軍）は10万名が戦死、編成時3,000名を擁していたアメリカ軍メリルズ・マローダーズは、ミイトキーナの戦いまでの間に戦死・負傷・戦病を含め8割の損害を被った。
アメリカは勝利によって援蔣ルートを回復し、中国を連合国につなぎとめることに成功した。しかし米中連合軍がレド公路打通を達成したとき、最大の功労者スティルウェルの姿はそこにはなかった。スティルウェルは1944年10月19日、蔣介石によって中国軍における役職を剥奪され、ワシントンへ召還されていた。その理由はスティルウェルがルーズベルトを介し、中国軍全体の抜本改革を任せるよう要求したことに対して、蔣介石が反発したことが原因だった。
もしスティルウェルの計画が完全に実施されていたら、中国国民党軍が中国共産党軍に敗れることもなかったかもしれない。蔣介石政府へのアメリカの巨額の軍事援助は水泡に帰し、アメリカは中国大陸を制圧した共産主義政権と、朝鮮戦争、ベトナム戦争を戦うことになるのである。ただしトルーマン政権のアジア政策も対中政策を最も重要視し、国共内戦の調停を成立させることによって中国の「大国化」を達成しようとしたが、蔣介石は最大の援助国アメリカの内戦回避の意向を無視して内戦を起こしたことでアメリカは中国の経済援助政策を打ち切り(当初は軍事支援は受けていた)、さらにアメリカも中国内戦から撤退したため、蔣介石自身にも非はある。

### 日本
日本は敗戦によりアジアにおける全ての領土的権益を喪失した。ビルマ方面作戦に参加した303,501名の日本軍将兵のうち、6割以上にあたる185,149名が戦没し、帰還者は118,352名のみであった。
このような状況から帰還兵達は「ジャワの極楽、ビルマの地獄、死んでも帰れぬニューギニア」と評したという。

#### 賠償と国交の回復
ビルマとの間には1954年11月5日に「日本とビルマ連邦との間の平和条約」と賠償および経済協力協定を締結し、翌年4月の発効により正式に国交関係を確立した。この賠償に際し、日本との合弁事業によって国家の振興を図ることが検討され、戦争により破壊された鉄道、通信網の建設、内陸水路の復旧や、ラングーン港などの沈船の引き揚げ、インパールの南方100マイル程の地点に発見されたカレワにある炭田の開発、戦争で破壊された亜鉛製練所などが第21国会参院通商産業委員会にて検討されている。結局日本は2億ドル（720億円）の戦争賠償と5000万ドル（180億円）の経済協力をビルマへ供与した。
戦争後、主要国でビルマと最も友好的な関係を維持したのは、ビルマの戦いに敗れた日本だった。ネ・ウィンをはじめとするBIA出身のビルマ要人は日本への親しみを持ち続け、クーデターによって大統領となったネ・ウィンは訪日のたびに南機関の元関係者と旧交を温めた。これは南機関の遺産とも言えよう。1981年4月には、ミャンマー政府が独立に貢献した南機関の鈴木敬司ら旧日本軍人7人に、国家最高の栄誉「アウンサン・タゴン（＝アウン・サンの旗）勲章」を授与している。
戦後間もない時期に『ビルマの竪琴』がベストセラーとなった。このことについて、馬場公彦は日本人の加害責任を認めながらも、ビルマ仏教の平和思想を身勝手に解釈することで、責任の痛覚からは免れているものと主張している。現在のミャンマーの国定教科書では、戦時下の日本をファシスト、イギリスを帝国主義者と記述している。
1962年にはこの戦いに従軍し虜囚として生活を送った歴史学者の会田雄次が、『アーロン収容所』を刊行した。同書は基本的には創作物である『ビルマの竪琴』と異なり、著者の体験記である。植民地支配の先駆者である英国人の性悪的な面に焦点を当てた内容で、版を重ねてロングセラーとなった。中公文庫の裏表紙では「西欧ヒューマニズムに対する日本人の常識を根底から揺さぶり、西欧観の再出発を余儀なくさせ」たと説明している。

#### 遺骨収集、慰霊
上記の厚生省による集計の件とは別に、20数万以上の遺骨がビルマの戦跡に放置されたと下記の国会で言われることとなり、遺族から収集のための尽力について運動がなされた。その結果、バンドン会議に出席した黒川信夫がビルマ政府の要路に働きかけたのを契機に大日本遺族会、全日本仏教会などが活動を活発化させ、第22国会（1955年）から第24国会（1956年）において「海外同胞引揚及び遺家族援護に関する調査特別委員会」でインパールを中心としたビルマ方面への遺骨収集、慰霊団の派遣が議論され実行に至っている。当時衆議院議員になっていた辻政信もこうした遺骨収集への配慮を求めた。そして1956年1月末より、政府職員6名、宗教代表2名、遺族代表4名からなるビルマ派遣団が派遣されている。なお、最初の派遣団が出発するまでに8万柱余りの遺骨が国内に送還されていた。派遣団は2月18日マンダレーヒルを皮切りに、インパール、続いて3月13日ラングーンで追悼式を実施した。この派遣団が収集した遺骨は1351柱、残りは8万7000余りと考えられた。現地人もまた戦争の記憶が残っている時期だったが、対日感情は良好で歓迎を受けた。しかし、現地の治安が良好ではなく、収集団には軍の護衛がつけられている。
1956年3月17日、原宿社会事業会館にて厚生省主催のビルマ方面戦没者追悼式が行われた。厚生省は、追悼式に当たり天皇・皇后から生花を賜った。
また、インパール作戦に反対だった片倉衷も遺骨収集に尽力した一人である。ビルマ戦線で亡くなった兵士の遺族等は「全ビルマ戦友団体連絡会議」を結成し、1974年から慰霊碑の建立まで3回に渡り遺骨収集を実施している。
しかし戦場跡がインドとミャンマーの国境地帯であったことから民族対立が絶えず、外国人の出入りは厳しく制限され、遺骨収集にも障害となっていた。一方で、インパール作戦から半世紀余りが経過した1993年、同会議の働きかけが実を結び、当時のインド首相ナラシンハ・ラーオが来日時に「建立を認める」と発言しインパール市ロクパチンのレッドヒルと呼ばれている場所に用地を提供、ビアク島の戦いで戦死した日本兵の慰霊碑建立と同年度の日本政府予算で建立が決定した。慰霊碑は菊竹清訓の設計で1994年3月25日に完成した。慰霊碑には次のような碑文が刻まれている。
2010年現在でも、キャラウェイツアーズのように慰霊ツアーを催行する旅行会社がある。

## 参加兵力

### 日本軍進攻時（1942年4月頃）

#### 日本軍
- 第15軍 - 司令官：飯田祥二郎中将、参謀長：諫山春樹少将、参謀副長：守屋精爾大佐
  - 1941年12月の開戦時兵力
    - 第33師団 - 師団長：桜井省三中将、歩兵第213、第214、第215連隊、山砲兵第33連隊、工兵第33連隊、輜重兵第33連隊基幹
    - 第55師団 - 師団長：竹内寛中将、歩兵第112、第143連隊、騎兵第55連隊、山砲兵第55連隊、工兵第55連隊、輜重兵第55連隊基幹（歩兵団司令部および歩兵第144連隊その他）は、大本営直轄の南海支隊（支隊長：第55歩兵団長堀井富太郎少将）として南太平洋へ分派）

  - 1942年3月編入の部隊
    - 第18師団 - 師団長：牟田口廉也中将、歩兵第23旅団司令部（旅団長：佗美浩少将）、歩兵第55、第56、第114連隊、山砲兵第18連隊、工兵第12連隊、輜重兵第12連隊基幹（歩兵第35旅団司令部および歩兵第124連隊その他は、大本営直轄の川口支隊（支隊長：歩兵第35旅団長川口清健少将）としてボルネオ島へ分派）
    - 第56師団 - 師団長：渡辺正夫中将、歩兵第113、第146、第148連隊、野砲兵第56連隊、捜索第56連隊、工兵第56連隊、輜重兵第56連隊基幹
    - 戦車第1、第14連隊
    - 独立工兵第4、第20連隊
    - 鉄道第5連隊
- 第3飛行集団 - 集団長：菅原道大中将
- 第5飛行集団 - 集団長：小畑英良中将

#### 連合軍

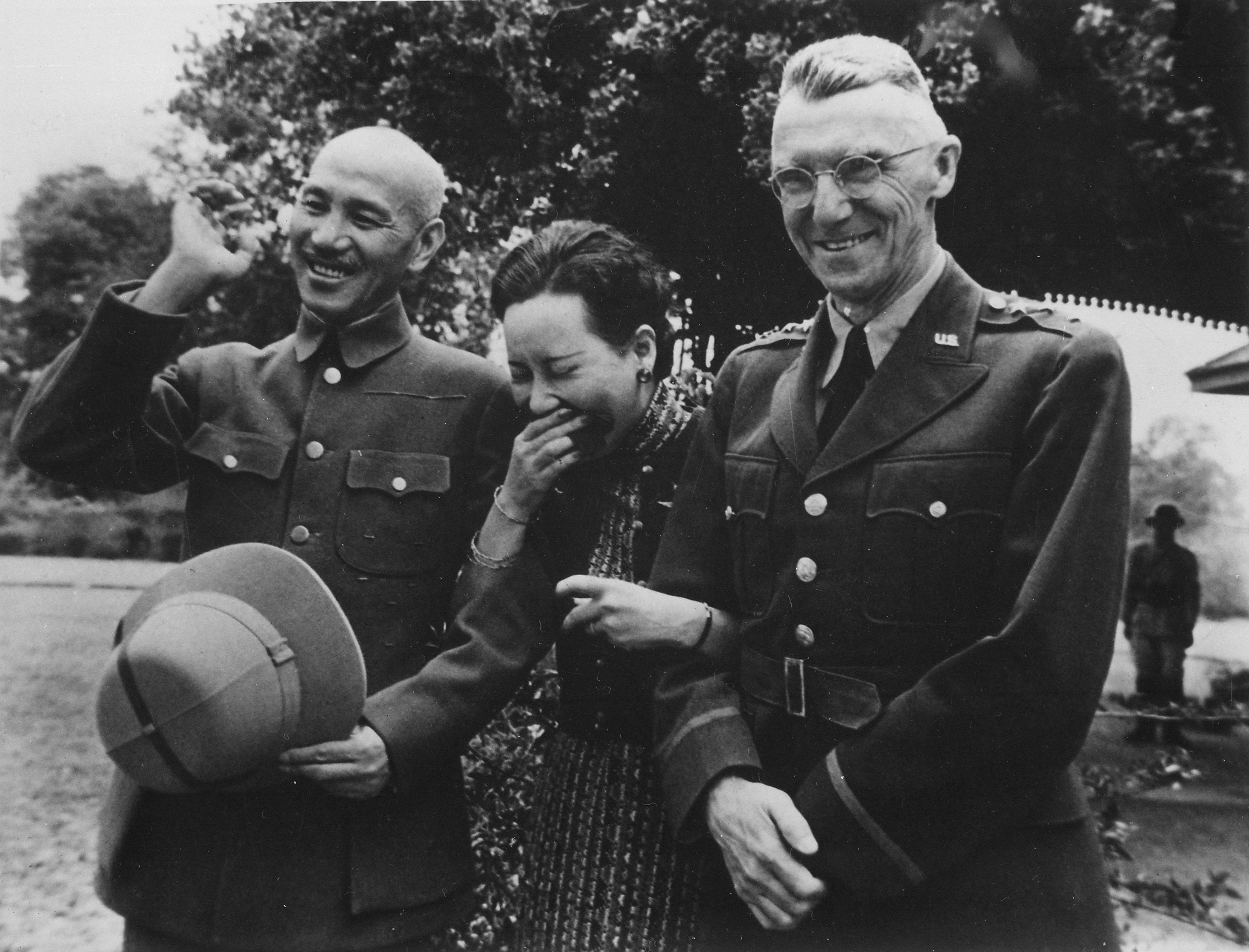
蔣介石（左）とスティルウェル（右）

- [45]ビルマ軍 - 軍司令官：ハロルド・アレクサンダー大将
  - ビルマ軍団 - 軍団長：ウィリアム・スリム中将
    - 第7機甲旅団
    - 第1ビルマ師団 - 第1、第2ビルマ旅団
    - 第17インド歩兵師団 - 第16、第48、第63インド歩兵旅団
    - 第13インド歩兵旅団

- アメリカ義勇軍「フライング・タイガース」 - 司令官：クレア・リー・シェンノート

- 中国軍
  - 遠征第一路軍（在ビルマ中国遠征軍） - 総指揮官：ジョセフ・スティルウェル米陸軍中将、副指揮官：羅卓英中将
    - 第5軍 - 第200師、新編第22師、第96師
    - 第6軍 - 暫編第55師、第49師、第93師
    - 第66軍 - 新編第28師、新編第38師、新編第29師

  - 以上のほか、怒江方面に増援したもの
    - 第71軍 - 第36師、第88師、予備第2師
    - 雲南軍 - 第6旅

### 連合軍反攻時（1944年4月頃）

#### 日本軍
- 緬甸方面軍 「森」集団 - 軍司令官：河辺正三中将、参謀長：中永太郎中将
  - 第15軍 「林」集団 - 軍司令官：牟田口廉也中将、参謀長：久野村桃代少将
    - 第15師団 「祭」兵団 - 師団長：山内正文中将、歩兵第51、第60、第67連隊、野砲兵第21連隊、工兵第15連隊、輜重兵第15連隊基幹
    - 第31師団 「烈」兵団 - 師団長：佐藤幸徳中将、歩兵第58、第124、第138連隊、山砲兵第31連隊、工兵第31連隊、輜重兵第31連隊基幹
    - 第33師団 「弓」兵団 - 師団長：柳田元三中将、歩兵第213、第214、第215連隊、山砲兵第33連隊、工兵第33連隊、輜重兵第33連隊基幹

  - 第28軍 「策」集団 - 軍司令官：桜井省三中将、参謀長：岩畔豪雄少将
    - 第54師団 「兵」兵団 - 師団長：片村四八中将、歩兵第111、第121、第154連隊、捜索第54連隊、野砲兵第54連隊、工兵第54連隊基幹
    - 第55師団 「壮」兵団 - 師団長：花谷正中将、歩兵第112、第143、第144連隊、騎兵第55連隊、山砲兵第55連隊、工兵第55連隊、輜重兵第55連隊基幹
    - 第2師団 「勇」兵団 - 師団長：岡崎清三郎中将、歩兵第4、第16、第29連隊、捜索第2連隊、野砲兵第2連隊、工兵第2連隊、輜重兵第2連隊基幹

  - 第33軍 「昆」集団 - 軍司令官：本多政材中将、参謀長：片倉衷少将
    - 第18師団 「菊」兵団 - 師団長：田中新一中将、歩兵第55連隊、第56、第114連隊、山砲兵第18連隊、工兵第12連隊、輜重兵第12連隊基幹
    - 第56師団 「龍」兵団 - 師団長：松山祐三中将、歩兵第113、第146、第148連隊、捜索第56連隊、野砲兵第56連隊、工兵第56連隊、輜重兵第56連隊基幹

  - 方面軍直轄部隊
    - 第53師団 「安」兵団 - 師団長：武田馨中将、歩兵第119、第128、第151連隊、捜索第53連隊、野砲兵第53連隊、工兵第53連隊、輜重兵第53連隊基幹
    - （動員・集結中）第49師団 「狼」兵団 - 師団長：竹原三郎中将、歩兵第106、第153、第168連隊、騎兵第49連隊、山砲兵第49連隊、工兵第49連隊、輜重兵第49連隊基幹
    - 独立混成第24旅団 「巌」部隊
    - （1944年11月編成）独立混成第72旅団 「貫徹」部隊
    - （1945年2月編成）独立混成第105旅団 「敢威」部隊
      - 海軍連合陸戦隊（第12警備隊：河野康少将、第13警備隊：深見盛雄少将）

  - 第5飛行師団 - 師団長：田副登中将

#### 連合軍

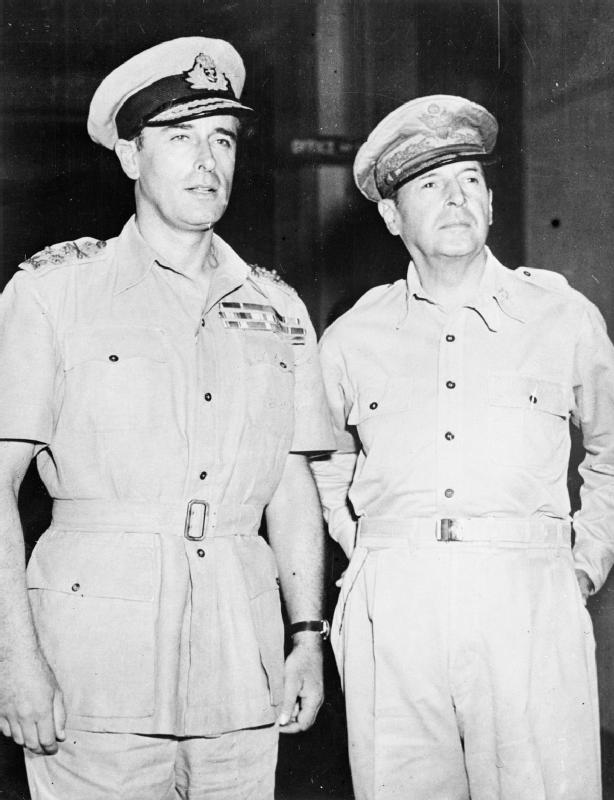
マウントバッテン（左）とマッカーサー（右）

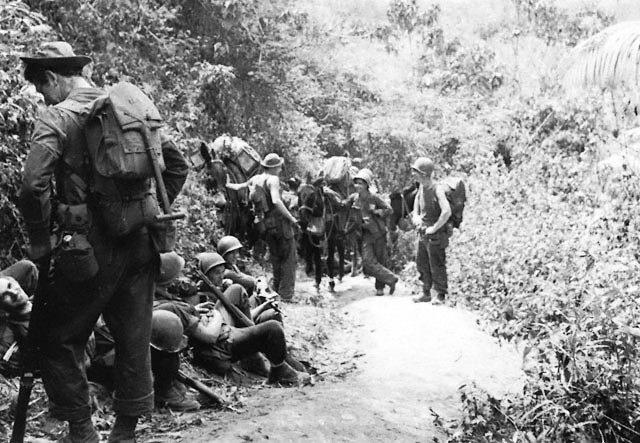
休息するメリルズ・マローダーズ（ガラハッド部隊）の兵士たち

- [46]東南アジア連合軍司令部（South East Asia Command） - 総司令官：ルイス・マウントバッテン英海軍中将、副司令官ジョセフ・スティルウェル米陸軍中将
  - イギリス第11方面軍 - 司令官：ジョージ・ギファード（英語版）大将
    - イギリス第14軍 - 司令官：ウィリアム・スリム中将
      - 第15軍団 - 司令官：フィリップ・クリスティソン（英語版）中将
        - 第5インド歩兵師団 - 第9インド歩兵旅団、第123インド歩兵旅団
        - 第7インド歩兵師団 - 第33インド歩兵旅団、第89インド歩兵旅団、第114インド歩兵旅団
        - 第25インド歩兵師団 - 第51インド歩兵旅団、第53インド歩兵旅団、第74インド歩兵旅団
        - 第26インド歩兵師団 - 第4インド歩兵旅団、第36インド歩兵旅団、第71インド歩兵旅団
        - 第36インド歩兵師団 - 第29インド歩兵旅団、第72インド歩兵旅団、第26インド歩兵旅団
        - 第81西アフリカ師団 - 第5西アフリカ歩兵旅団、第6西アフリカ歩兵旅団
        - 第82西アフリカ師団 - 第1西アフリカ歩兵旅団、第2西アフリカ歩兵旅団、第4西アフリカ歩兵旅団
        - 第3特殊サービス旅団

      - 第4軍団 - 司令官：ジョフリー・スクーンズ（英語版）中将
        - 第17インド軽師団 - 第48インド歩兵旅団、第13インド歩兵旅団
        - 第19インド歩兵師団 - 第62インド歩兵旅団、第64インド歩兵旅団、第98インド歩兵旅団
        - 第20インド歩兵師団 - 第32インド歩兵旅団、第80インド歩兵旅団、第100インド歩兵旅団
        - 第23インド歩兵師団 - 第1インド歩兵旅団、第37インド歩兵旅団、第49インド歩兵旅団
        - 第50インド空挺旅団
        - 第254インド機甲旅団

      - 第33軍団 - 司令官：モンタグー・ストップフォード（英語版）中将
        - 第2師団 - 第4旅団、第5旅団、第6旅団
        - 第268旅団
        - ルシャイ旅団

      - 第3インド師団 - 通称「チンディット」、司令官：オード・ウィンゲート少将、第3西アフリカ旅団、第14インド歩兵旅団、第16インド歩兵旅団、第23インド歩兵旅団、第77インド歩兵旅団、第111インド歩兵旅団

  - 北部戦闘区域司令部（Northern Combat Area Command） - 司令官：ジョセフ・スティルウェル米陸軍中将
    - アメリカ軍第5307混成部隊 - 暗号名「ガラハッド」、通称「メリルズ・マローダーズ（英語版）」、指揮官：フランク・メリル（英語版）准将
    - 中国軍新編第1軍 - 通称「インド遠征軍」、司令官：鄭洞国中将
      - 新編第22師、新編第38師

    - 中国遠征軍 - 通称「雲南遠征軍」、司令官：衛立煌大将
      - 第11方面軍
        - 第2軍 - 第9師、新編第33師、第76師
        - 第6軍 - 予備第2師、新編第39師
        - 第73軍 - 新編第28師、第87師、第88師

      - 第20方面軍
        - 第53軍 - 第116師、第130師
        - 第54軍 - 第36師、第198師

      - 第8軍 - 栄誉第1師、第82師、第103師
      - 第200師

## 地名の表記について
英語でも日本語でも、ビルマ語を原音通りに表記することは不可能である。イギリス人はビルマ語を英語で表記する際に一定の音写原則を採用していた。日本軍は、この原則を知らずに、ビルマの地名を基本的にその英語表記を元に発音し、かつ、日本語で表記していたため、一部の地名に関してはビルマ語の原音と日本語での表記とが大きくずれたものとなった。この表記は戦後出版された戦記等でも継承され、現在でも大部分の文献において使用されている。さらに1989年、ミャンマー政府は一部の地名の英語表記を、古いビルマ語の発音に由来する表記から、現代ミャンマー語の発音に近い表記に改称した。本項目では、地名の表記については特に断りのない限り、戦時中の日本風の表記を採用している。原音との対応関係は以下の通りである。
| 戦時中の日本語表記 | 戦時中の英語表記  | 戦時中の原音に近い表記 | 1989年以後の表記     |
| アキャブ           | Akyab             | アチャブ               | シットウェ           |
| イラワジ川         | Irrawaddy         | イラワディ川           | エーヤワディー川     |
| タウンギー         | Taunggyi          | タウンジー             |                      |
| タボイ             | Tavoy             | タヴォイ               | ダーウェ             |
| テナセリウム       | Tenasserim        | テナセリム             | タニンダーリ（管区） |
| トングー           | Toungoo (Taungoo) | トウングー             |                      |
| ビクトリアポイント | Victoria Point    | -                      | コートーン           |
| ペグー             | Pegu              | -                      | バゴー               |
| ナンカン           | Namkham           | ナムカム               |                      |
| マンダレー         | Mandalay          | マンダレイ             |                      |
| ミイトキーナ       | Myitkyina         | ミッチーナー           |                      |
| ミイトソン         | Myitson           | ミッソン               |                      |
| メイミョー         | Maymyo            | メイミヨウ             | ピンウールィン       |
| メイクテーラ       | Meiktila          | メイッティーラ         |                      |
| モールメン         | Moulmein          | モウルメイン           | モウラミャイン       |
| ラシオ             | Lashio            | ラーショー             |                      |
| ラングーン         | Rangoon           | -                      | ヤンゴン             |

## ビルマの戦いを題材とした作品

### 小説
- マァウン・ティン 『農民ガバ』 1947年。
- 竹山道雄『ビルマの竪琴』 1947年 - 1948年
竹山道雄にはビルマ滞在の経験はなかった。単に「合唱で敵と和解する」というストーリーを考えており、日本人とイギリス人であれば「蛍の光」「埴生の宿」といった共通の歌を持っているので、舞台をビルマにしたというだけのことだった[48]。この作品の発表が、従軍した者を罵倒することが正義で、戦死者への冥福を祈る気持ちが薄かった終戦直後の風潮に一石を投じたとの指摘もある[49]。一方で、小説にも映画化作品にも日本軍の戦場にされて戦渦に巻き込まれたビルマの人々に対する思いやりが欠けており、またビルマおよびビルマ人を正しく描いてないところもいくつかあって、ビルマ人にも見せたい作品にはなっていないとの指摘もある[50]。

### 映画
- 『加藤隼戦闘隊』 1944年、社団法人映画配給社、監督：山本嘉次郎、特撮監督：円谷英二
- The Stilwell Road 1945年、アメリカ戦争情報局
- Objective, Burma! 1945年、アメリカ映画、主演：エロール・フリン
- 『日本戦歿学生の手記 きけ、わだつみの声』 1950年、東横映画、監督：関川秀雄
- 『ビルマの竪琴』 1956年・日活及び、1985年・東宝、監督：市川崑
- 『戦場にかける橋』 1957年、イギリス映画、監督：デヴィッド・リーン
- 『陽動作戦（英語版）』 1961年、アメリカ映画、監督：サミュエル・フラー、主演：ジェフ・チャンドラー（英語版）